# Superpopulação humana

Gráfico da população humana de a 2000 d.C.. Mostra o aumento exponencial da população mundial, que ocorre desde o final do século XVII

População mundial

Superpopulação humana é quando o número de pessoas excede a capacidade de carga de um território ou meio para sustentar a vida (com comida, água potável, ar respirável, etc.) danificando o meio ambiente mais rapidamente do que este pode ser reparado pela natureza, potencialmente levando a um colapso ecológico e social.
A superpopulação pode ainda ser vista numa perspectiva ampla e de longo prazo, visto que a humanidade pode sofrer dado ao rápido esgotamento dos recursos não renováveis e a degradação da capacidade do ambiente de dar suporte ao crescimento demográfico.
O termo "superpopulação" frequentemente refere-se à relação entre toda a população humana e seu ambiente: a Terra, ou para áreas geográficas menores, como países. A superpopulação pode resultar do aumento de nascimentos; do declínio nas taxas de mortalidade; do aumento da imigração; ou de um bioma insustentável e o esgotamento de recursos naturais.
É possível que uma região pouco povoada possa ser superpovoada se a localidade tem uma capacidade escassa ou inexistente de sustentar a vida (como desertos, por exemplo). Defensores da moderação da população citam questões sobre como exceder a capacidade de carga da Terra; aquecimento global; colapso ecológico potencial ou iminente; impacto na qualidade de vida e risco de fome em massa; ou mesmo extinção como base para argumentar a favor do declínio da população.
Uma definição mais controversa de superpopulação, como defendida por Paul Ehrlich, é uma situação em que uma população está no processo de esgotar recursos não renováveis. Segundo essa definição, mudanças no estilo de vida podem fazer com que uma área já superpovoada não seja mais superpovoada sem redução da população; ou vice-versa.
Cientistas sugerem que o impacto humano geral no meio ambiente, devido à superpopulação, consumo excessivo, poluição e proliferação da tecnologia, levou o planeta a uma nova época geológica, conhecida como Antropoceno.

## Dinâmica populacional atual e motivo de preocupação

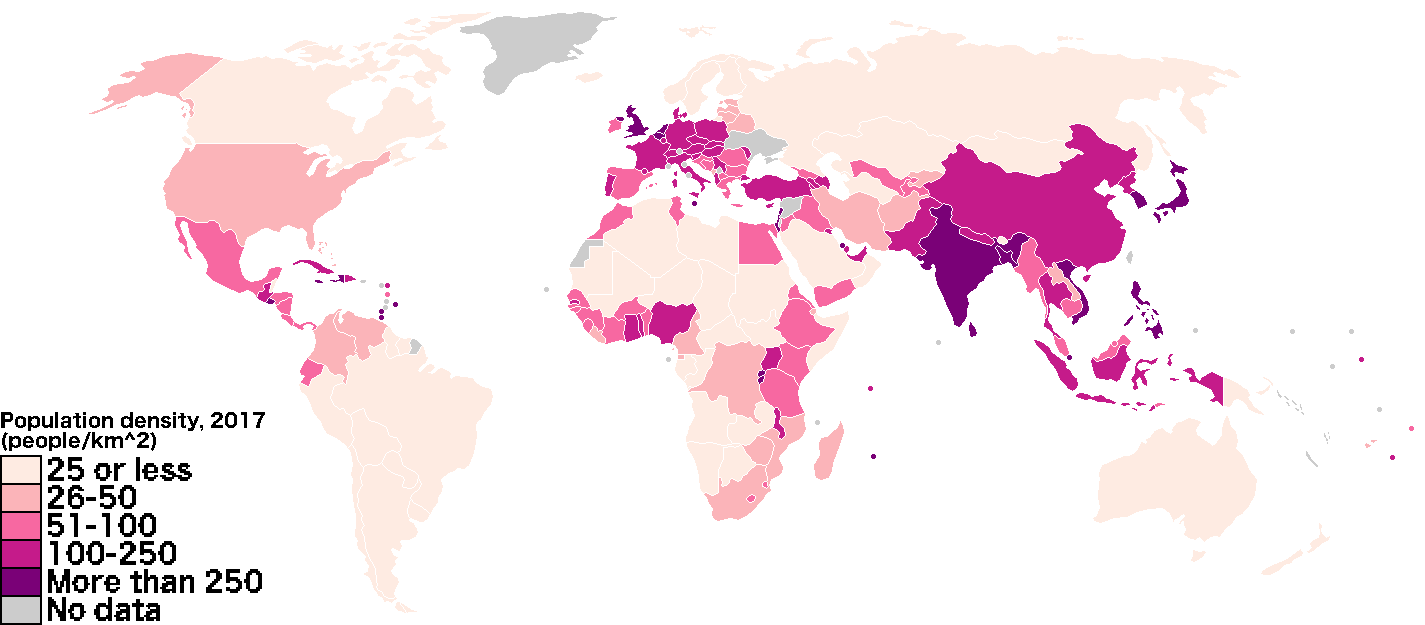
Mapa da densidade populacional por país, por quilômetro quadrado. (Veja Lista de países por densidade populacional .)

A população humana é estimada em 7.622.106.064 em 14 de maio de 2018, e o Departamento de Censo dos Estados Unidos calcula 7.472.985.269 para a mesma data e mais de 7000 milhões pelas Nações Unidas. Em 16 de junho de 2020, a população humana mundial é estimada em 7796 milhões.
No entanto, o rápido aumento recente da população humana preocupou algumas pessoas. A população deverá atingir entre 8000 e 10500 milhões entre os anos de 2040 e 2050. Em 2017, as Nações Unidas aumentaram as projeções de variantes médias para 9800 milhões em 2050 e 11200 milhões em 2100.
Como apontado por Hans Rosling, o fator crítico é que a população não está "apenas crescendo", mas que a taxa de crescimento atingiu seu pico e a população total agora está crescendo muito mais lentamente. A previsão da população da ONU para 2017 previa "quase o fim da alta fertilidade" globalmente e antecipava que até 2030 mais de ⅔ da população mundial estará vivendo em países com fertilidade abaixo do nível de reposição e que a população mundial total se estabilize entre 10000 e 12000 milhões de pessoas até 2100.
O rápido aumento da população mundial nos últimos três séculos suscitou preocupações entre algumas pessoas de que o planeta talvez não seja capaz de sustentar o número futuro ou mesmo presente de seus habitantes. A InterAcademy Panel Statement on Population Growth, por volta de 1994, afirmou que muitos problemas ambientais, como níveis crescentes de dióxido de carbono atmosférico, aquecimento global e poluição, são agravados pela expansão da população.
Territórios ricos, mas densamente povoados, como a Grã-Bretanha, dependem de importações de alimentos do exterior. Isso foi severamente sentido durante as Guerras Mundiais, quando, apesar das iniciativas de eficiência alimentar como "dig for victory" e o racionamento de alimentos, a Grã-Bretanha precisava lutar para garantir rotas de importação . No entanto, muitos acreditam que o desperdício e o excesso de consumo, especialmente pelas nações ricas, estão colocando mais pressão sobre o meio ambiente do que a própria superpopulação.

## História

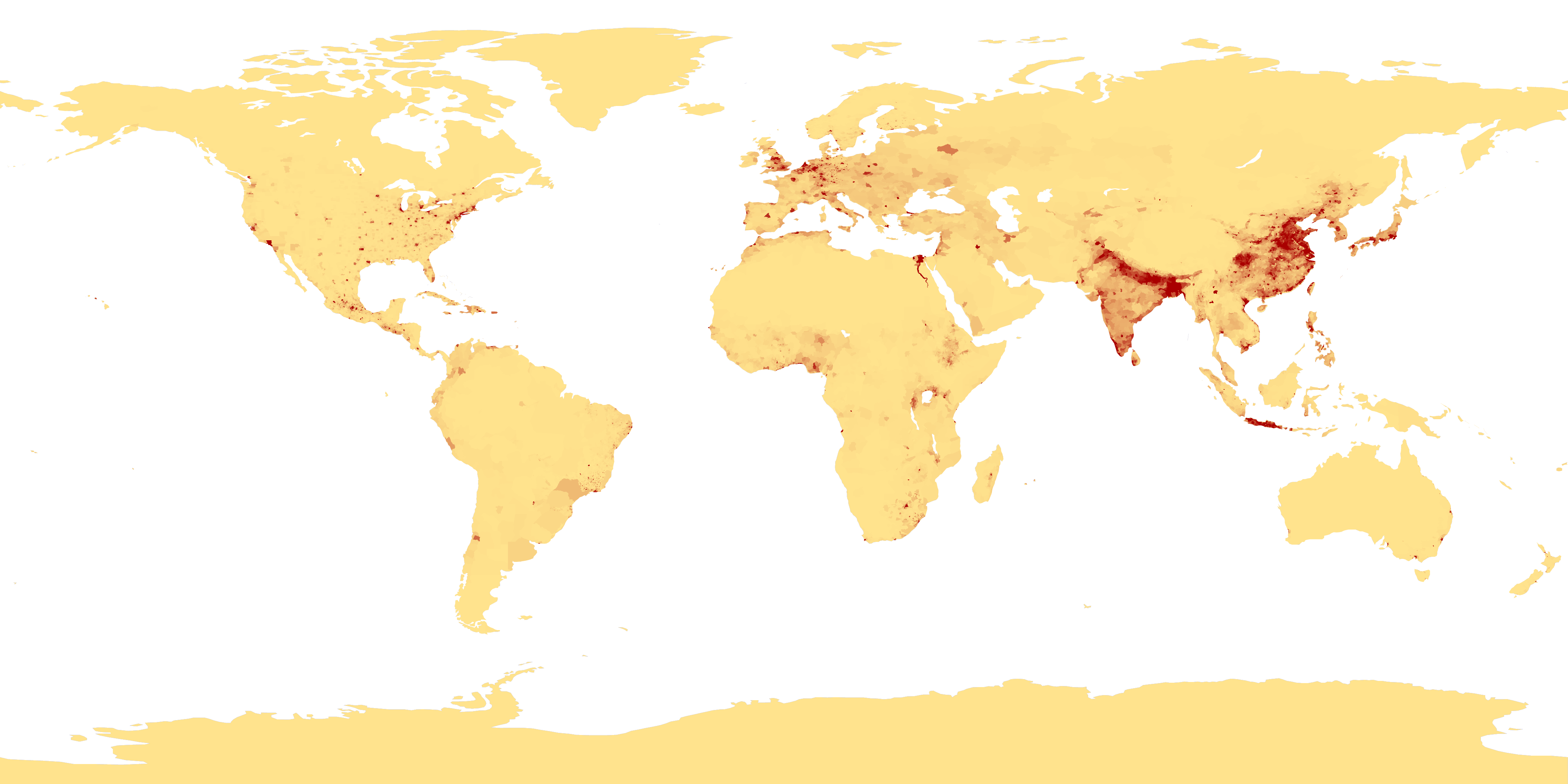
Áreas de alta densidade populacional, calculadas em 1994

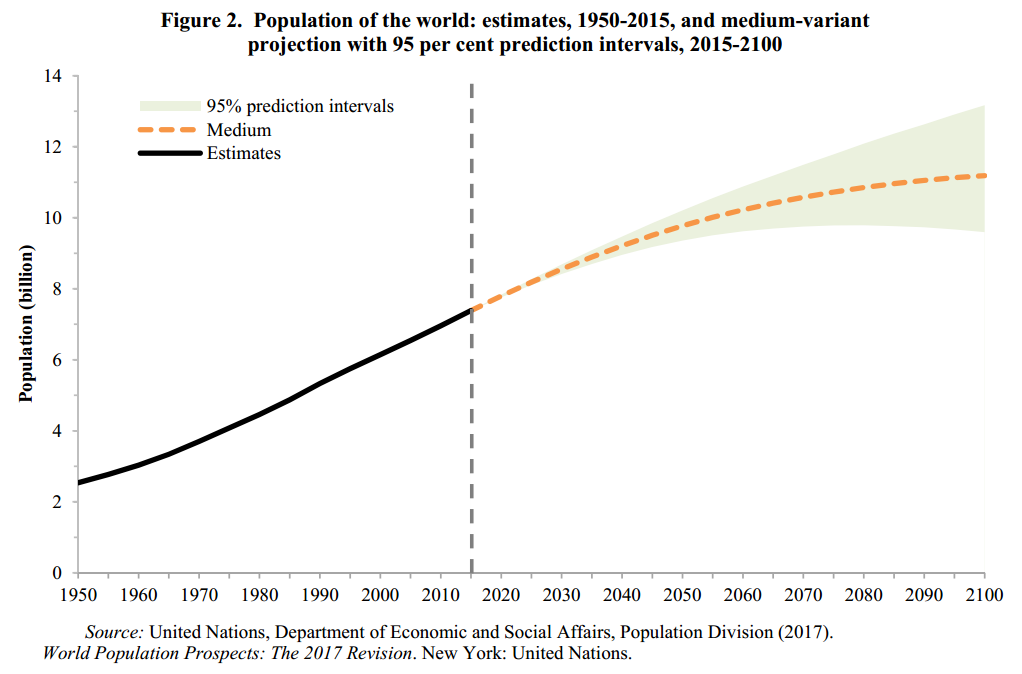
Estimativas da população da ONU e projeção 1950-2100

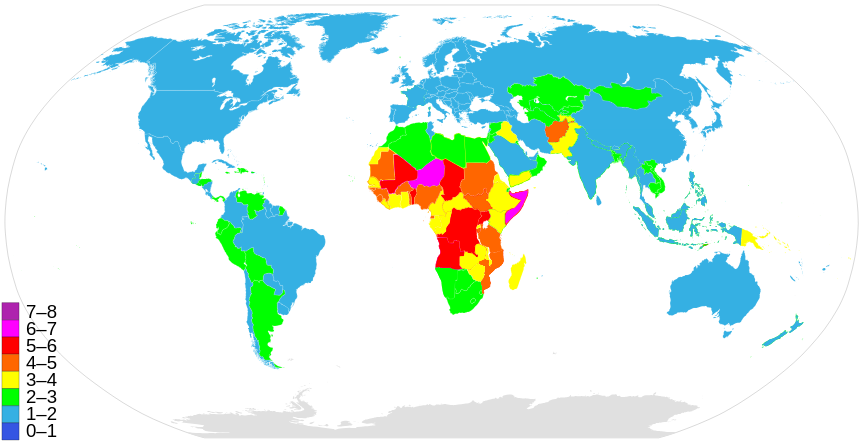
Mapa de países e territórios por taxa de fertilidade (consulte Lista de países e territórios por taxa de fertilidade .)

Taxa de crescimento da população humana em porcentagem, com as variáveis nascimentos, mortes, imigração e emigração - 2018

A população mundial tem aumentado continuamente desde o final da Peste Negra, por volta do ano 1350.
Devido ao seu impacto dramático na capacidade humana de cultivar alimentos, o processo Haber serviu como "detonador da explosão populacional ", permitindo que a população global aumentasse de 1600 milhões em 1900 para 7700 milhões até novembro de 2018.
A taxa de crescimento populacional diminui desde a década de 1980, enquanto o número total absoluto ainda está aumentando. As Nações Unidas expressaram preocupações com o crescimento contínuo da população na África Subsaariana. Pesquisas recentes demonstraram que essas preocupações estão bem fundamentadas.

### História de preocupação
A preocupação com a superpopulação é um tópico antigo. Tertuliano era morador da cidade de Cartago no século II, quando a população do mundo era de cerca de 190 milhões (3% a 4% do que é hoje). Ele disse notavelmente: "O que mais frequentemente atende à nossa opinião (e ocasiona reclamação) é a nossa população fervilhante. Nossos números são onerosos para o mundo, o que dificilmente pode nos apoiar... Pestilência, fome e guerras e terremotos devem ser considerados como remédio para as nações, como meio de podar a luxúria da raça humana ". Antes disso, Platão, Aristóteles e outros também abordaram o assunto.
Ao longo da história registrada, o crescimento da população geralmente tem sido lento, apesar das altas taxas de natalidade, devido a guerras, pragas e outras doenças e alta mortalidade infantil. Durante os 750 anos antes da Revolução Industrial, a população mundial aumentou muito lentamente, permanecendo abaixo de 250 milhões.
No início do século XIX a população mundial havia crescido para mil milhões de indivíduos, e intelectuais como Thomas Malthus previram que a humanidade superaria seus recursos disponíveis, porque uma quantidade finita de terra seria incapaz de sustentar uma população com potencial ilimitado de aumento. . Os mercantilistas argumentavam que uma grande população era uma forma de riqueza, o que tornava possível a criação de mercados e exércitos maiores. Os ricos sempre souberam que o valor real de sua fortuna é "quanto de trabalho será comprado?" Isso porque quase todas as coisas que os humanos valorizam são apenas trabalho congelado. Portanto, quanto mais numerosa e pobre a população, menos esses trabalhadores podem cobrar pelo seu trabalho.
Durante o século XIX o trabalho de Malthus era frequentemente interpretado de uma maneira que culpava os pobres sozinhos por sua condição e dizia-se que ajudá-los a piorar as condições a longo prazo. Isso resultou, por exemplo, nas más leis inglesas de 1834 e em uma resposta hesitante à grande fome irlandesa de 1845 a 1852.
A publicação da ONU 'World population prospects' (2017) projeta que a população mundial chegará a 9800 milhões em 2050 e 11200 milhões em 2100. Prevê-se que a população humana se estabilize logo em seguida.
Um estudo de 2014 publicado na Science afirma que o crescimento da população continuará no próximo século. Adrian Raftery, professor de estatística e sociologia da Universidade de Washington e um dos colaboradores do estudo, diz: "O consenso nos últimos 20 anos foi que a população mundial, atualmente em torno de 7000 milhões, chegaria a 9000 milhões e nivelar ou provavelmente diminuir. Descobrimos que há uma probabilidade de 70% de que a população mundial não se estabilize neste século. A população, que meio que caiu na agenda mundial, continua sendo uma questão muito importante ". As projeções da ONU a partir de 2011 sugerem que a população poderá crescer para 15000 milhões em 2100.
Em 2017, mais de um terço dos 50 cientistas premiados com o Nobel pesquisados pelo Times Higher Education nas reuniões do Lauru Nobel Lindau Meetings disse que a superpopulação humana e a degradação ambiental são as duas maiores ameaças que a humanidade enfrenta. Em novembro do mesmo ano, uma declaração de 15.364 cientistas de 184 países indicou que o rápido crescimento da população humana é o "principal fator por trás de muitas ameaças ecológicas e até sociais".
Apesar das preocupações com a superpopulação, generalizada nos países desenvolvidos, o número de pessoas que vivem em extrema pobreza em todo o mundo mostra um declínio estável (isso foi contestado por alguns especialistas), mesmo que a população tenha crescido sete vezes nos últimos 200 anos. A mortalidade infantil diminuiu, o que, por sua vez, levou a taxas de natalidade reduzidas, retardando o crescimento geral da população. O número global de mortes relacionadas à fome diminuiu e o suprimento de alimentos por pessoa aumentou com o crescimento da população.
Em 2019, um aviso sobre mudança climática assinado por 11.000 cientistas de 153 nações disse que o crescimento da população humana adiciona 80 milhões de seres humanos anualmente e "a população mundial deve ser estabilizada - e, idealmente, gradualmente reduzida - dentro de uma estrutura que garanta a integridade social". reduzir o impacto do "crescimento populacional nas emissões de GEE e na perda de biodiversidade".

### História do crescimento populacional
| 1804 | 1000 |
| 1927 | 2000 |
| 1959 | 3000 |
| 1974 | 4000 |
| 1987 | 5000 |
| 1999 | 6000 |
| 2012 | 7000 |
| 2023 | 8000 |

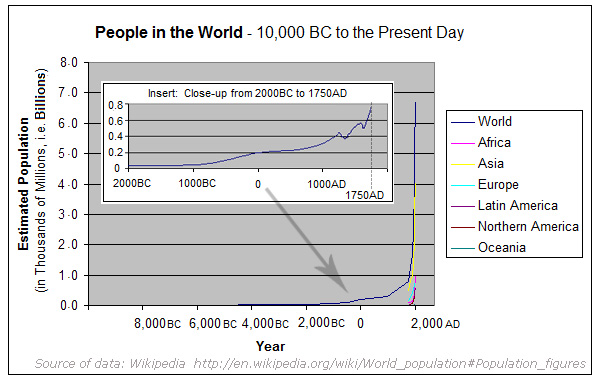
Dados da população mundial.

A população mundial passou por vários períodos de crescimento desde o início da civilização no período Holoceno, por volta de 10.000 aC. O início da civilização coincide aproximadamente com o recuo do gelo glacial após o final do último período glacial. Estima-se que entre 1 e 5 milhões de pessoas, subsistindo na caça e forrageamento, tenham habitado a Terra no período anterior à Revolução Neolítica, quando a atividade humana se afastou da coleta de caçadores e passou para uma agricultura muito primitiva .
Por volta de 8000 aC, no início da agricultura, a população humana do mundo era de aproximadamente 5 milhões. Nos próximos milênios, houve um aumento constante na população, com um crescimento muito rápido começando em 1000 aC e um pico entre 200 e 300 milhões de pessoas em 1 aC.
A praga de Justiniano fez com que a população da Europa caísse em cerca de 50% entre 541 e 8º século. O crescimento constante foi retomado em 800 CE. No entanto, o crescimento foi novamente interrompido por pragas frequentes; mais notavelmente, a peste negra durante o século XIV. Pensa-se que os efeitos da Peste Negra tenham reduzido a população mundial, então estimada em 450 milhões, para entre 350 e 375 milhões em 1400. A população da Europa ultrapassou os 70 milhões em 1340; esses níveis não retornaram até 200 anos depois. A população da Inglaterra atingiu cerca de 5,6 milhões em 1650, acima dos 2,6 milhões estimados em 1500. Novas culturas das Américas, através dos colonizadores espanhóis no século XVI, contribuíram para o crescimento da população.
Em outras partes do globo, a população da China durante a fundação da Dinastia Ming em 1368 estava próxima de 60 milhões, se aproximando de 150 milhões ao final da dinastia em 1644. A população das Américas em 1500 era estimada em torno de 50 a 100 milhões .
Encontros entre exploradores europeus e populações no resto do mundo frequentemente introduziam epidemias locais de virulência extraordinária. Evidências arqueológicas indicam que a morte de cerca de 90% da população nativa americana do Novo Mundo foi causada por doenças do Velho Mundo, como varíola, sarampo e gripe . Os europeus introduziram doenças alheias aos povos indígenas, portanto não tinham imunidade a essas doenças estrangeiras.
Após o início da Revolução Industrial, durante o século XVIII, a taxa de crescimento populacional começou a aumentar. No final do século, a população mundial era estimada em pouco menos de 1000 milhões. Na virada do século XX a população mundial era de aproximadamente 1600 milhões. Em 1940, esse número havia aumentado para 2300 milhões. Cada adição subsequente de mil milhões de seres humanos levava cada vez menos tempo: 33 anos para atingir 3000 milhões em 1960, 14 anos para 4000 milhões em 1974, 13 anos para 5000 milhões em 1987 e 12 anos para 6000 milhões em 1999.
O crescimento dramático iniciado em 1950 (acima de 1,8% ao ano) coincidiu com o aumento da produção de alimentos como resultado da industrialização da agricultura provocada pela Revolução Verde . A taxa de crescimento da população humana atingiu o pico em 1964, cerca de 2,1% ao ano. Por exemplo, a população da Indonésia cresceu de 97 milhões em 1961 para 237,6 milhões em 2010, um aumento de 145% em 49 anos. Na Índia, a população cresceu de 361,1 milhões de pessoas em 1951 para pouco mais de 1200 milhões em 2011, um aumento de 235% em 60 anos.
| Continente              | População de 1900 |
| ----------------------- | ----------------- |
| África                  | 133 milhões       |
| Ásia                    | 904 milhões       |
| Europa                  | 408 milhões       |
| América Latina e Caribe | 74 milhões        |
| América do Norte        | 82 milhões        |

Há uma preocupação com o aumento acentuado da população em muitos países, especialmente na África Subsaariana, que ocorreu nas últimas décadas e que está criando problemas com o gerenciamento da terra, os recursos naturais e o acesso ao abastecimento de água.
A população do Chade cresceu, por exemplo, de 6.279.921 em 1993 para 10.329.208 em 2009. Níger, Uganda, Nigéria, Tanzânia, Etiópia e RDC estão testemunhando um crescimento semelhante na população. A situação é mais aguda na África Ocidental, Central e Oriental. Refugiados de lugares como o Sudão esgotaram ainda mais os recursos de estados vizinhos, como Chade e Egito. O Chade também abriga cerca de 255.000 refugiados da região de Darfur, no Sudão, e cerca de 77.000 refugiados da República Centro-Africana, enquanto aproximadamente 188.000 chadianos foram deslocados por sua própria guerra civil e fome, ou fugiram para o Sudão, o Níger ou, mais recentemente, a Líbia.
Segundo dados da ONU, existem em média 250 bebês nascidos a cada minuto, ou mais de 130 milhões por ano. Dados da ONU de 2019 mostram que a população humana cresce 100 milhões a cada 14 meses.

### Causas
De uma perspectiva histórica, as revoluções tecnológicas coincidiram com a expansão populacional. Houve três grandes revoluções tecnológicas - a revolução na fabricação de ferramentas, a revolução agrícola e a revolução industrial - que permitiram aos seres humanos mais acesso à comida, resultando em explosões populacionais subsequentes. Por exemplo, o uso de ferramentas, como arco e flecha, permitiu aos caçadores primitivos maior acesso a alimentos mais energéticos (por exemplo, carne de animal). Da mesma forma, a transição para a agricultura, há cerca de 10 000 anos, aumentou muito o suprimento geral de alimentos, que foi usado para apoiar mais pessoas. A produção de alimentos aumentou ainda mais com a revolução industrial, à medida que máquinas, fertilizantes, herbicidas e pesticidas eram usados para aumentar a terra sob cultivo, bem como o rendimento das culturas. Hoje, a fome é causada por forças econômicas e políticas, e não pela falta de meios para produzir alimentos.

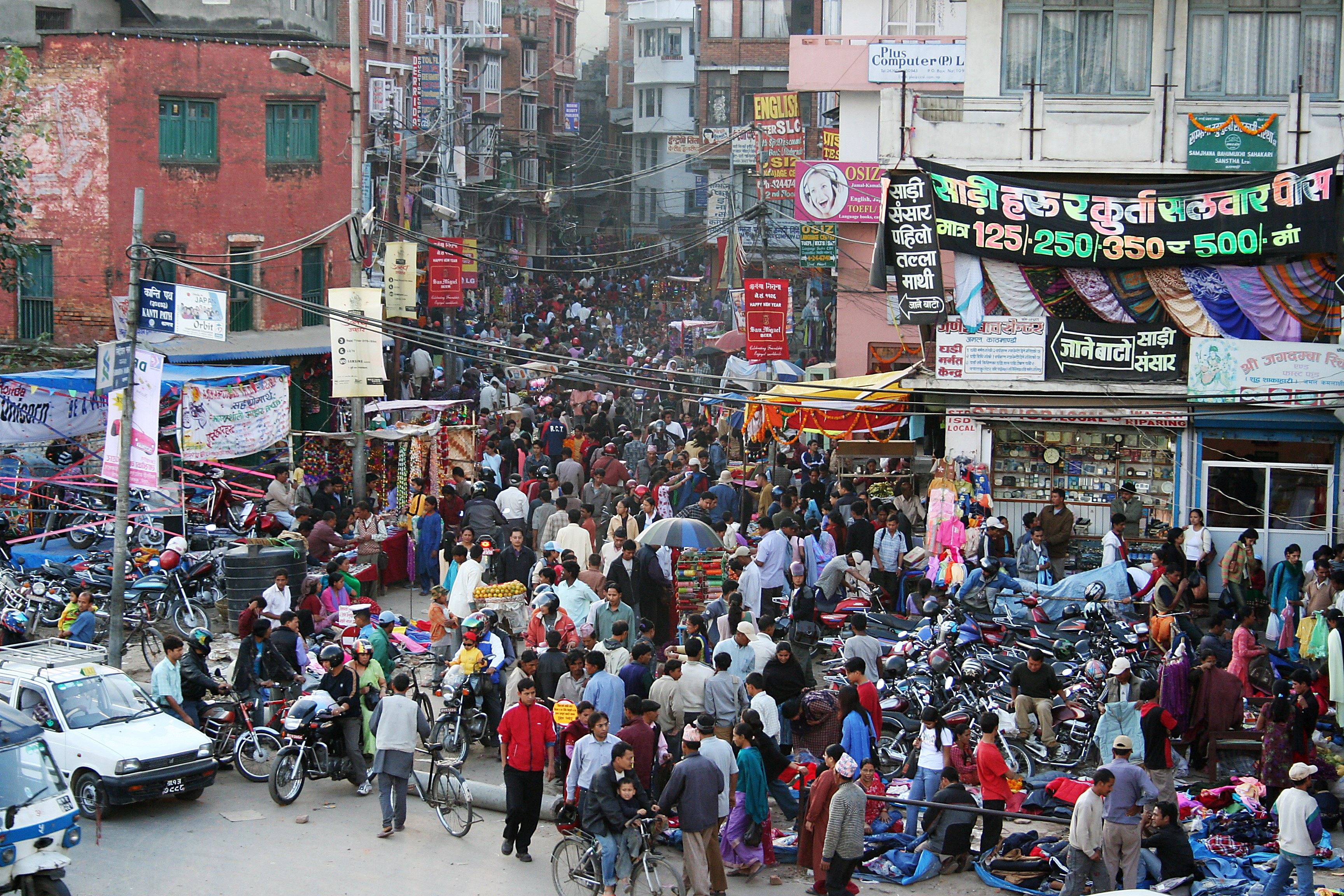
Uma rua movimentada em Katmandu

Aumentos significativos na população humana ocorrem sempre que a taxa de natalidade excede a taxa de mortalidade por longos períodos de tempo. Tradicionalmente, a taxa de fertilidade é fortemente influenciada por normas culturais e sociais bastante estáveis e, portanto, lentas para se adaptar às mudanças nas condições sociais, tecnológicas ou ambientais. Por exemplo, quando as taxas de mortalidade caíram durante os séculos XIX e XX - como resultado de melhorias no saneamento, imunizações infantis e outros avanços na medicina - permitindo que mais recém-nascidos sobrevivam, a taxa de fertilidade não se ajustou para baixo, resultando em um crescimento populacional significativo. Até a década de 1700, sete em cada dez crianças morreram antes de atingir a idade reprodutiva.
Donella Meadows argumentou uma correlação entre superpopulação e pobreza. Em contraste, a invenção da pílula anticoncepcional e outros métodos modernos de contracepção resultaram em um declínio dramático no número de filhos por família em todos os países, exceto nos mais pobres.
A agricultura sustentou o crescimento da população humana e tem sido o principal fator por trás disso. Com mais oferta de alimentos, a população cresce com ela. Isso ocorre principalmente em regiões férteis e capazes de aumentar a produção de alimentos, em contraste com regiões áridas, incapazes de apoiar a produção agrícola em escalas maiores ou em qualquer escala. Isso remonta aos tempos pré-históricos, quando os métodos agrícolas foram desenvolvidos e continuam até os dias atuais, com fertilizantes, agroquímicos, mecanização em larga escala, manipulação genética e outras tecnologias.
Os seres humanos historicamente exploraram o ambiente usando os recursos mais fáceis e acessíveis primeiro. As terras mais ricas foram aradas e o minério mineral mais rico foi extraído primeiro. Anne Ehrlich, Gerardo Ceballos e Paul Ehrlich observam que a superpopulação está exigindo o uso de meios cada vez mais criativos, caros e / ou ambientalmente destrutivos para explorar cada vez mais difícil acesso e / ou recursos naturais de qualidade mais baixa para satisfazer os consumidores.

#### População em função da disponibilidade de alimentos
Muitas pessoas de uma ampla variedade de campos acadêmicos e formação política - incluindo o engenheiro agrônomo David Pimentel, cientista comportamental Russell Hopfenberg, antropóloga de direita Virginia Abernethy, ecologista Garrett Hardin, escritor e antropólogo de ciências Peter Farb, biólogo ambiental Alan D. Thornhill, crítico e escritor cultural Daniel Quinn, propõem que, como todas as outras populações de animais, as populações humanas previsivelmente crescem e diminuem de acordo com o suprimento de alimentos disponível, crescendo durante uma abundância de alimentos e diminuindo em tempos de escassez.
Os defensores dessa teoria argumentam que toda vez que a produção de alimentos aumenta, a população cresce. A maioria das populações humanas ao longo da história valida essa teoria, assim como a população global atual em geral. As populações de caçadores-coletores flutuam de acordo com a quantidade de comida disponível. A população humana mundial começou a aumentar após a Revolução Neolítica e seu aumento na oferta de alimentos. Isso foi posterior à Revolução Verde, seguida por um crescimento populacional ainda mais severamente acelerado, que continua até hoje. Frequentemente, os países mais ricos enviam seus excedentes recursos alimentares para ajudar as comunidades famintas; no entanto, os defensores dessa teoria argumentam que essa noção aparentemente benéfica apenas resulta em mais danos a essas comunidades a longo prazo. Peter Farb, por exemplo, comentou o paradoxo de que "a intensificação da produção para alimentar um aumento da população leva a um aumento ainda maior da população". Daniel Quinn também se concentrou nesse fenômeno, que ele chama de " Corrida dos Alimentos " (comparável, em termos de escalada e possível catástrofe, à corrida às armas nucleares).
Os críticos dessa teoria apontam que, na era moderna, as taxas de natalidade são mais baixas nos países desenvolvidos, que também têm o maior acesso a alimentos. De fato, alguns países desenvolvidos têm uma população decrescente e um suprimento abundante de alimentos. As Nações Unidas projetam que a população de 51 países ou áreas, incluindo Alemanha, Itália, Japão e a maioria dos estados da antiga União Soviética, seja menor em 2050 do que em 2005. Isso mostra que, limitadas ao escopo da população que vive dentro de um único limite político, populações humanas específicas nem sempre crescem para corresponder ao suprimento de comida disponível. No entanto, a população global como um todo ainda cresce de acordo com o suprimento total de alimentos e muitos desses países mais ricos são grandes exportadores de alimentos para populações mais pobres, de modo que "é através das exportações de áreas ricas em alimentos para áreas pobres ( Allaby, 1984; Pimentel et al., 1999), que o crescimento populacional nessas áreas pobres em alimentos é ainda mais alimentado.
Independentemente das críticas contra a teoria de que a população é uma função da disponibilidade de alimentos, a população humana está, em escala global, aumentando inegavelmente como a quantidade líquida de alimento humano produzido - um padrão que é verdadeiro para cerca de 10.000 anos, desde o desenvolvimento humano da agricultura. O fato de alguns países ricos demonstrarem crescimento populacional negativo falha em desacreditar a teoria como um todo, já que o mundo se tornou um sistema globalizado, com alimentos passando pelas fronteiras nacionais de áreas em abundância para áreas de escassez. As conclusões de Hopfenberg e Pimentel apóiam isso e a acusação direta de Quinn de que "os agricultores do Primeiro Mundo estão alimentando a explosão populacional do Terceiro Mundo".

## Perigos e efeitos

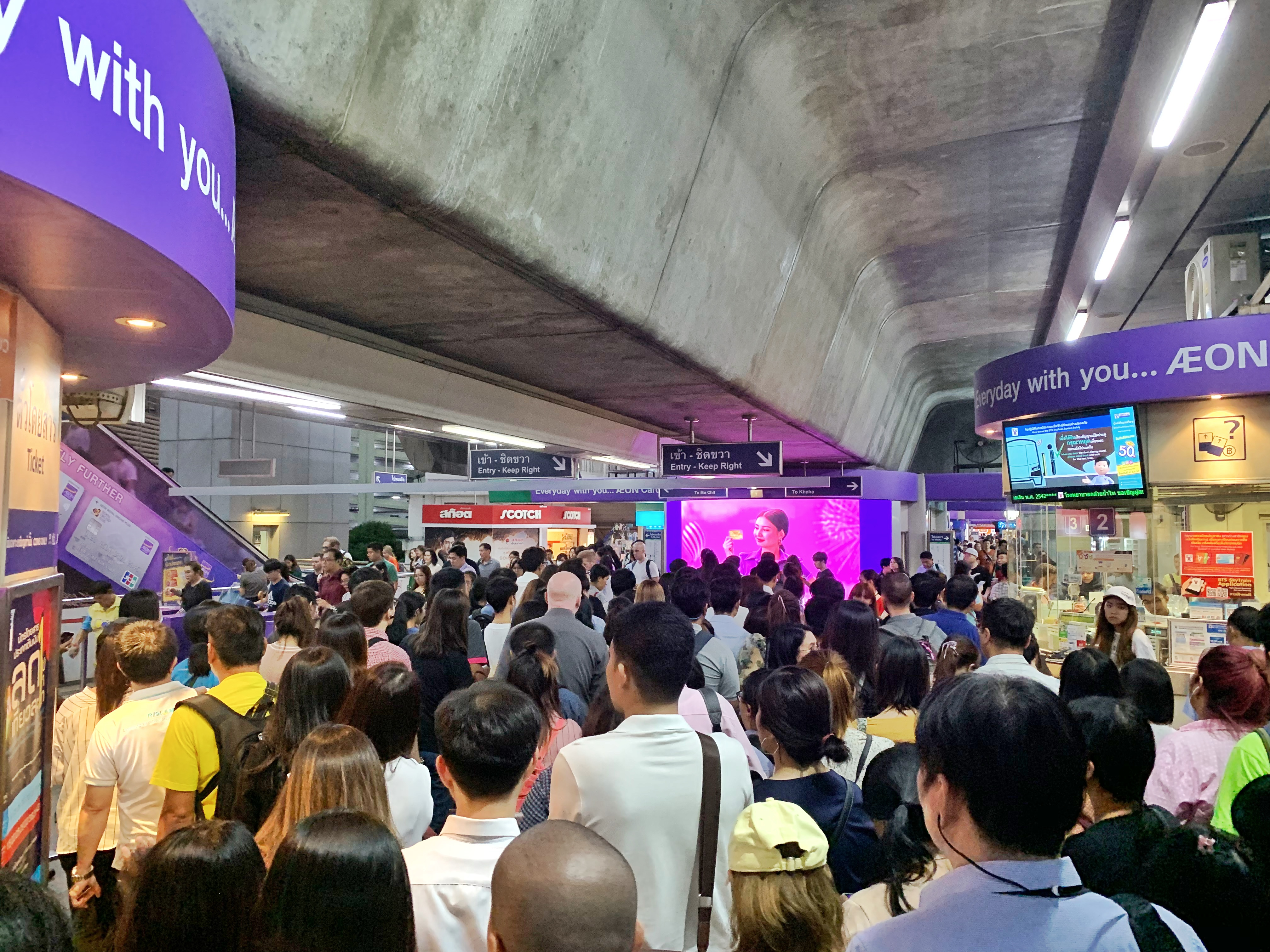
Pessoas lotadas na estação Asok BTS durante a hora do rush em Bangkok, Tailândia

Muitos dos problemas associados à superpopulação são explorados no filme distópico de ficção científica Soylent Green, onde uma Terra superpovoada sofre com escassez de alimentos, recursos esgotados e pobreza e no documentário Aftermath: Population Overload, que explora o que aconteceria se a população humana de repente dobrou de tamanho.
O naturalista britânico David Attenborough, em 2013, descreveu a humanidade como "uma praga na Terra" que precisa ser controlada limitando o crescimento populacional.
A maioria dos biólogos e sociólogos vê a superpopulação como uma séria ameaça à qualidade da vida humana. Alguns ecologistas profundos, como o pensador radical e polemista Pentti Linkola, vêem a superpopulação humana como uma ameaça para toda a biosfera.
Os efeitos da superpopulação são agravados pelo consumo excessivo. De acordo com Paul R. Ehrlich :
"Os países ocidentais ricos agora estão sugando os recursos do planeta e destruindo seus ecossistemas a uma taxa sem precedentes. Queremos construir rodovias no Serengeti para obter mais minerais de terras raras para nossos celulares. Pegamos todos os peixes do mar, destruímos os recifes de coral e colocamos dióxido de carbono na atmosfera. Nós desencadeamos um grande evento de extinção [...] Uma população mundial de cerca de mil milhões teria um efeito geral pró-vida. Isso poderia ser sustentado por muitos milênios e sustentar muito mais vidas humanas a longo prazo, em comparação com o nosso crescimento descontrolado atual e a perspectiva de colapso repentino [...] Se todos consumirem recursos no nível dos EUA - que é o que o mundo aspira -, você precisará de mais quatro ou cinco Terras. Estamos destruindo os sistemas de suporte à vida do nosso planeta."
No entanto, as previsões de Ehrlich eram controversas. Em 1968, ele escreveu um livro The Population Bomb, no qual ele afirmou que "[na] década de 1970 centenas de milhões de pessoas morrerão de fome, apesar de qualquer programa de colisão embarcado agora".
Alguns economistas, como Thomas Sowell e Walter E. Williams argumentam que a pobreza e a fome no terceiro mundo são causadas em parte por maus governos e políticas econômicas ruins.

### Pobreza e mortalidade infantil

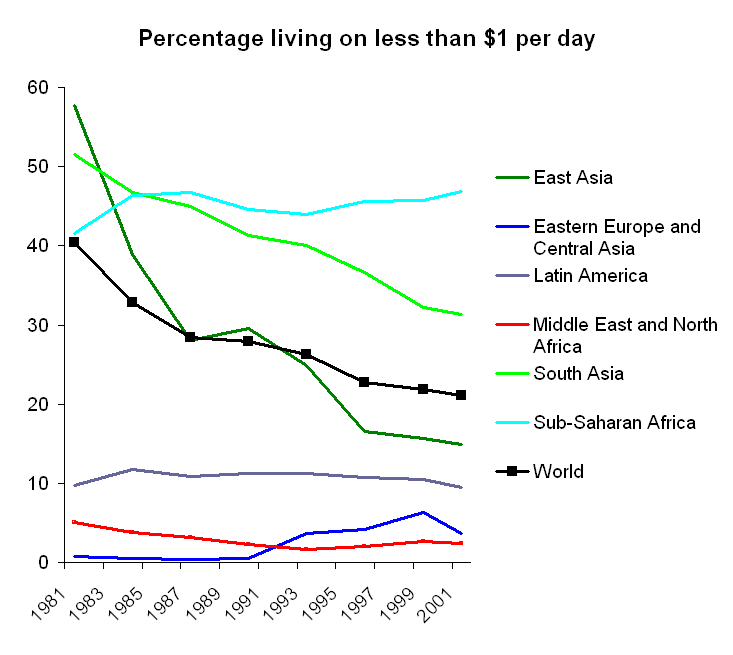
À medida que a população mundial cresce, a porcentagem da população mundial que vive com menos de US $ 1 por dia (ajustada pela inflação) diminuiu pela metade em 20 anos. O gráfico mostra o período 1981–2001.

As Nações Unidas indicam que cerca de 850 milhões de pessoas estão desnutridas ou famintas e 1,1 bilhão de pessoas não tem acesso a água potável. Desde 1980, a economia global cresceu 380%, mas o número de pessoas que vivem com menos de 5 dólares por dia aumentou em mais de 1100 milhões.
O Relatório de Desenvolvimento Humano da ONU de 1997 declara: "Nos últimos 15 a 20 anos, mais de 100 países em desenvolvimento e vários países do Leste Europeu sofreram falhas de crescimento desastrosas. As reduções no padrão de vida foram mais profundas e mais duradouras do que as observadas nos países industrializados durante a depressão na década de 1930. Como resultado, a renda de mais de mil milhões de pessoas caiu abaixo do nível atingido há 10, 20 ou 30 anos". Da mesma forma, embora a proporção de pessoas "famintas" na África subsaariana tenha diminuído, o número absoluto de pessoas famintas aumentou devido ao crescimento da população. A porcentagem caiu de 38% em 1970 para 33% em 1996 e era de 30% em 2010. Mas a população da região praticamente dobrou entre 1970 e 1996. Para manter os números de fome constantes, a porcentagem teria caído em mais da metade.

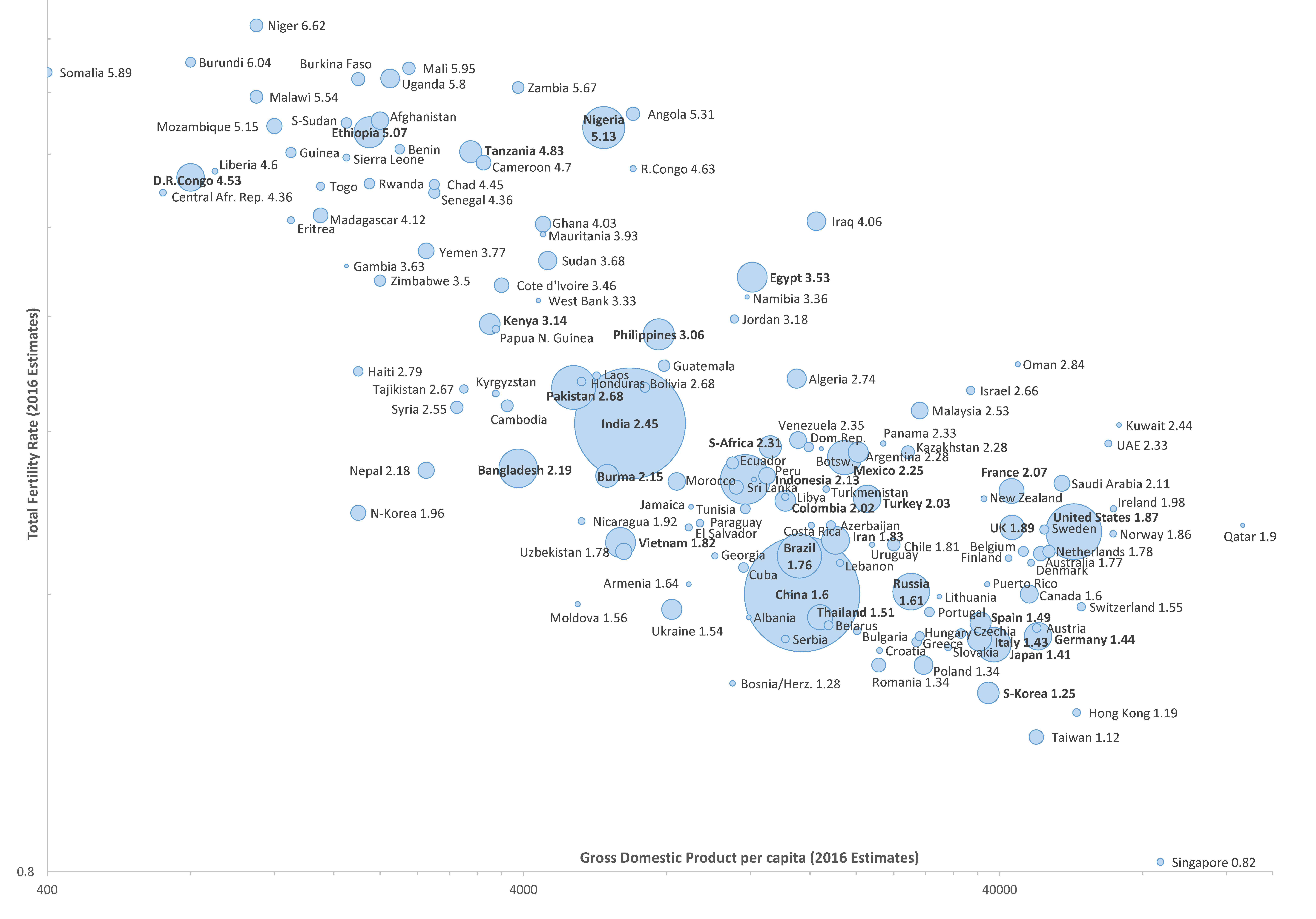
Gráfico log-log da taxa total de fertilidade (TFR) vs. PIB (PPP) per capita com tamanho da população mostrado como área de bolha, para todos os países com população superior a 2 milhões (estimativas de 2016; 30 maiores países em negrito).

Em 2004, havia 108 países no mundo com mais de cinco milhões de pessoas. Tudo isso em que as mulheres têm, em média, mais de 4 filhos na vida, têm um PIB per capita de menos de US$ 5.000. Somente em dois países com um PIB per capita acima de US$ 15.000, as mulheres têm, em média, mais de 2 filhos durante a vida: Israel e Arábia Saudita, com média de nascimentos por mulher entre 2 e 4 anos. Altas taxas de mortalidade infantil estão associadas à pobreza. Os países ricos com alta densidade populacional apresentam baixas taxas de mortalidade infantil. No entanto, tanto a pobreza global quanto a mortalidade infantil diminuíram nos últimos 200 anos de crescimento populacional.

### Impactos ambientais
| “                                                        | Todos os nossos problemas ambientais se tornam mais fáceis de resolver com menos pessoas e mais difíceis - e, em última análise, impossíveis - resolver com cada vez mais pessoas. | ” |
| — Sir David Attenborough, Patrono da Population Matters, | |   |

A superpopulação impactou substancialmente o meio ambiente da Terra, começando pelo menos no início do século XX. Segundo a Global Footprint Network, "hoje a humanidade usa o equivalente a 1,5 planetas para fornecer os recursos que usamos e absorver nossos resíduos". Há também consequências econômicas dessa degradação ambiental na forma de atrito dos serviços ecossistêmicos. Além do dano cientificamente verificável ao meio ambiente, alguns afirmam o direito moral de outras espécies de simplesmente existir ao invés de se extinguir. O autor ambiental Jeremy Rifkin disse que "nossa crescente população e modo de vida urbano foram comprados à custa de vastos ecossistemas e habitats[...] Não é por acaso que, ao celebrarmos a urbanização do mundo, estamos rapidamente nos aproximando de outro divisor de águas histórico: o desaparecimento da natureza."
Diz Peter Raven, ex-presidente da Associação Americana para o Avanço da Ciência (AAAS) em seu trabalho seminal Atlas de População e Meio Ambiente da AAAS: "Onde nos posicionamos em nossos esforços para alcançar um mundo sustentável? Claramente, o último meio século foi traumático, pois o impacto coletivo dos números humanos, a riqueza (consumo por indivíduo) e nossas escolhas de tecnologia continuam a explorar rapidamente uma proporção crescente dos recursos do mundo a um ritmo insustentável [...] Durante um período extraordinariamente curto, perdemos um quarto do solo superficial do mundo e um quinto de suas terras agrícolas, alteramos profundamente a composição da atmosfera e destruímos uma grande proporção de nossas florestas e outros habitats naturais sem substituí-los. O pior de tudo é que aumentamos a taxa de extinção biológica, a perda permanente de espécies, centenas de vezes além de seus níveis históricos, e estamos ameaçados pela perda da maioria de todas as espécies até o final do século XXI".
Além disso, mesmo em países com grande crescimento populacional e grandes problemas ecológicos, não é necessariamente verdade que reduzir o crescimento populacional trará uma grande contribuição para a resolução de todos os problemas ambientais. No entanto, à medida que os países em desenvolvimento com altas populações se tornam mais industrializados, a poluição e o consumo aumentam invariavelmente.
O Worldwatch Institute disse em 2006 que as economias em expansão da China e da Índia são "potências planetárias que estão moldando a biosfera global". O relatório declara:
A capacidade ecológica do mundo é simplesmente insuficiente para satisfazer as ambições da China, Índia, Japão, Europa e Estados Unidos, bem como as aspirações do resto do mundo de maneira sustentável.
De acordo com o Worldwatch Institute, se a China e a Índia consumissem tantos recursos per capita quanto os Estados Unidos, em 2030 cada um deles exigiria um planeta Terra completo para atender às suas necessidades. A longo prazo, esses efeitos podem levar a um aumento do conflito por recursos cada vez menores e, no pior dos casos, a uma catástrofe malthusiana .
| “                                                                               | O desemprego juvenil também está aumentando, com a economia incapaz de absorver o número crescente de pessoas que procuram ingressar na força de trabalho. Muitos jovens não têm as habilidades necessárias para atender às necessidades do mercado egípcio, e a economia é pequena, fraca e insuficientemente industrializada ... Em vez de ser algo produtivo, o crescimento da população é um barril de explosivos. | ” |
| — Ofir Winter, especialista em Egito no Institute for National Security Studies | |   |

| “                                                                      | Você sabe, quando criamos o WWF, nosso objetivo era salvar espécies ameaçadas de extinção. Mas nós falhamos completamente; não conseguimos salvar nenhum. Se ao menos tivéssemos colocado todo esse dinheiro em preservativos, poderíamos ter feito algo de bom. | ” |
| — Sir Peter Scott (1909–1989), Fundador da WWF, Cosmos Magazine, 2010. | |   |

Muitos estudos vinculam o crescimento populacional às emissões e aos efeitos das mudanças climáticas . Prevê-se que o consumo global de carne aumente em 76% até 2050, quando a população global subir para mais de 9000 milhões, resultando em mais perda de biodiversidade e aumento das emissões de GEE .

#### Perda de biodiversidade e extinção do holoceno
A superpopulação humana, o crescimento contínuo da população e o consumo excessivo são os principais impulsionadores da perda de biodiversidade e da 6ª (e contínua) extinção de espécies em massa . As taxas de extinção atuais podem chegar a 140.000 espécies perdidas por ano devido à atividade humana, como técnicas de corte e queima que às vezes são praticadas por cultivadores itinerantes, especialmente em países com populações rurais em rápida expansão, que reduziram o habitat nas florestas tropicais . Em fevereiro de 2011, a Lista Vermelha da IUCN lista um total de 801 espécies de animais extintas durante a história humana registrada, embora se pense que a grande maioria das extinções não está documentada. A biodiversidade continuaria a crescer a uma taxa exponencial, se não fosse pela influência humana. Sir David King, ex-consultor científico chefe do governo do Reino Unido, disse em um inquérito parlamentar: "É evidente que o crescimento maciço da população humana no século XX teve mais impacto na biodiversidade do que qualquer outro fator". Paul e Anne Ehrlich disseram que o crescimento populacional é um dos principais impulsionadores da crise de extinção da Terra. O Relatório de Avaliação Global sobre Serviços de Biodiversidade e Ecossistema, divulgado pelo IPBES em 2019, diz que o crescimento da população humana é um fator significativo na perda de biodiversidade. O relatório afirma que a expansão do uso da terra humana na agricultura e na pesca excessiva são as principais causas desse declínio.
As espécies animais e vegetais são afetadas pela destruição e fragmentação do habitat .
O golfinho do rio Yangtze, a baleia cinza atlãntica, rinocerontes negros do Ocidente, alce Merriam, urso pardo da Califórnia, truta prateada, blue pike e andorinha dusky seaside, são todos vítimas da superpopulação humana. —Chris Hedges, 2009

#### Poluição
O crescimento da população aumenta os níveis de poluição do ar, poluição da água, contaminação do solo e poluição sonora .
A poluição do ar está causando mudanças na composição atmosférica e consequente aquecimento global e acidificação do oceano .

#### Potencial colapso ecológico
O colapso ecológico refere-se a uma situação em que um ecossistema sofre uma redução drástica, possivelmente permanente, na capacidade de carga de todos os organismos, geralmente resultando em extinção em massa. Geralmente, um colapso ecológico é precipitado por um evento desastroso que ocorre em uma escala de tempo curta. O colapso ecológico pode ser considerado uma consequência do colapso do ecossistema nos elementos bióticos que dependiam do ecossistema original.
O oceano está em grande perigo de colapso. Em um estudo de 154 espécies diferentes de peixes marinhos, David Byler chegou à conclusão de que muitos fatores como pesca excessiva, mudança climática e crescimento rápido das populações de peixes causarão o colapso do ecossistema. Quando os humanos pescam, geralmente pescam populações de níveis tróficos mais altos, como salmão e atum. O esgotamento desses níveis tróficos permite que o nível trófico mais baixo superpovoe ou preencha muito rapidamente. Por exemplo, quando a população de peixe-gato está se esgotando devido à sobrepesca, o plâncton superpovoará porque seu predador natural está sendo morto. Isso causa um problema chamado eutrofização. Como toda a população consome oxigênio, os níveis de oxigênio dissolvido (OD) caem. A queda dos níveis de OD fará com que todas as espécies nessa área tenham que sair ou elas serão sufocadas. Isso, juntamente com as mudanças climáticas, e a acidificação dos oceanos podem causar o colapso de um ecossistema.

### Esgotamento e destruição de recursos

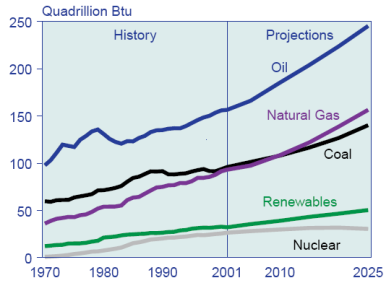
Consumo e previsões mundiais de energia, 1970-2025.

Outros impactos ambientais que a superpopulação pode causar incluem o esgotamento de recursos naturais, especialmente combustíveis fósseis . A superpopulação não depende apenas do tamanho ou densidade da população, mas da proporção da população em relação aos recursos sustentáveis disponíveis. Também depende de como os recursos são gerenciados e distribuídos por toda a população.
Os recursos a serem considerados ao avaliar se um nicho ecológico é superpovoado incluem água limpa, ar limpo, comida, abrigo, calor e outros recursos necessários para sustentar a vida. Se a qualidade de vida humana é levada em conta, podem ser considerados recursos adicionais, como assistência médica, educação, tratamento adequado de esgoto, disposição de resíduos e suprimento de energia. A superpopulação coloca ênfase competitiva nos recursos básicos de sustentação da vida, levando a uma menor qualidade de vida.
O fornecimento direto de água, diretamente relacionado à manutenção da saúde da população humana, é um dos recursos que experimenta a maior pressão. Com a população global em cerca de 7500 milhões, e cada humano precisando teoricamente de 2 litros de água potável, há uma demanda por 15 bilhões de litros de água por dia para atender ao requisito mínimo para uma vida saudável (United). Padrões climáticos, altitude e clima contribuem para uma distribuição desigual da água potável. Sem água limpa, a boa saúde não é uma opção viável. Além de beber, a água é usada para criar condições sanitárias e é a base para a criação de um ambiente saudável, adequado à vida humana. Além da água potável, a água também é usada para banho, lavagem de roupas e louça, descarga de vasos sanitários, vários métodos de limpeza, recreação, rega de gramados e irrigação agrícola. A irrigação representa um dos maiores problemas, porque, sem água suficiente para irrigar as culturas, as culturas morrem e, em seguida, há o problema de rações e fome. Além da água necessária para as plantações e alimentos, há uma área de terra limitada dedicada à produção de alimentos e não há muito mais que possa ser adicionado. A terra arável, necessária para sustentar a população em crescimento, também é um fator porque a terra cultivada abaixo ou acima do cultivo perturba facilmente o delicado equilíbrio do suprimento nutricional. Também há problemas com a localização de terras aráveis no que diz respeito à proximidade de países e população relativa (Bashford 240). O acesso à nutrição é um importante fator limitante na sustentabilidade e crescimento da população. Nenhum aumento de terras aráveis adicionado à população humana ainda crescente acabará por representar um sério conflito. Apenas 38% da área terrestre do mundo é dedicada à agricultura e não há espaço para muito mais. Embora as plantas produzam 54 bilhões de toneladas métricas de carboidratos por ano, quando a população deve crescer para 9000 milhões em 2050, as plantas podem não ser capazes de acompanhar (Biello). O suprimento de alimentos é um exemplo primário de como um recurso reage quando sua capacidade de carga é excedida. Ao tentar cultivar mais e mais colheitas com a mesma quantidade de terra, o solo se esgota. Como o solo está exausto, ele é incapaz de produzir a mesma quantidade de alimento que antes e, em geral, é menos produtivo. Portanto, ao usar recursos além de um nível sustentável, o recurso se torna nulo e ineficaz, o que aumenta ainda mais a disparidade entre a demanda por um recurso e a disponibilidade de um recurso. Deve haver uma mudança para fornecer tempo de recuperação adequado a cada um dos suprimentos demandados para apoiar o estilo de vida humano contemporâneo.
David Pimentel afirmou que "com o crescente desequilíbrio entre o número da população e os recursos vitais que sustentam a vida, os seres humanos devem conservar ativamente terras cultiváveis, água doce, energia e recursos biológicos. É necessário desenvolver recursos de energia renovável. Os seres humanos em todos os lugares devem entender que o rápido crescimento populacional danifica os recursos da Terra e diminui o bem-estar humano ".
Eles refletem os comentários também da Pesquisa Geológica dos Estados Unidos em seu artigo "The Future of Planet Earth: Scientific Challenges in the Coming Century": "À medida que a população global continua a crescer ... as pessoas exigirão cada vez mais recursos do nosso planeta, incluindo recursos minerais e energéticos, espaço aberto, água e recursos vegetais e animais ". "Earth's natural wealth: an audit", da revista New Scientist, afirma que muitos dos minerais que usamos para uma variedade de produtos correm o risco de se esgotar no futuro próximo. Um punhado de geólogos em todo o mundo calculou os custos de novas tecnologias em termos de materiais que eles usam e as implicações de sua propagação para o mundo em desenvolvimento. Todos concordam que a população em expansão do planeta e os padrões de vida crescentes devem colocar demandas sem precedentes nos materiais que somente a própria Terra pode fornecer. Limitações de quanto desses materiais estão disponíveis podem até significar que algumas tecnologias não valem a pena perseguir a longo prazo... "Os estoques virgens de vários metais parecem inadequados para sustentar a moderna qualidade de vida do 'mundo desenvolvido' para todas as pessoas da Terra sob a tecnologia contemporânea".

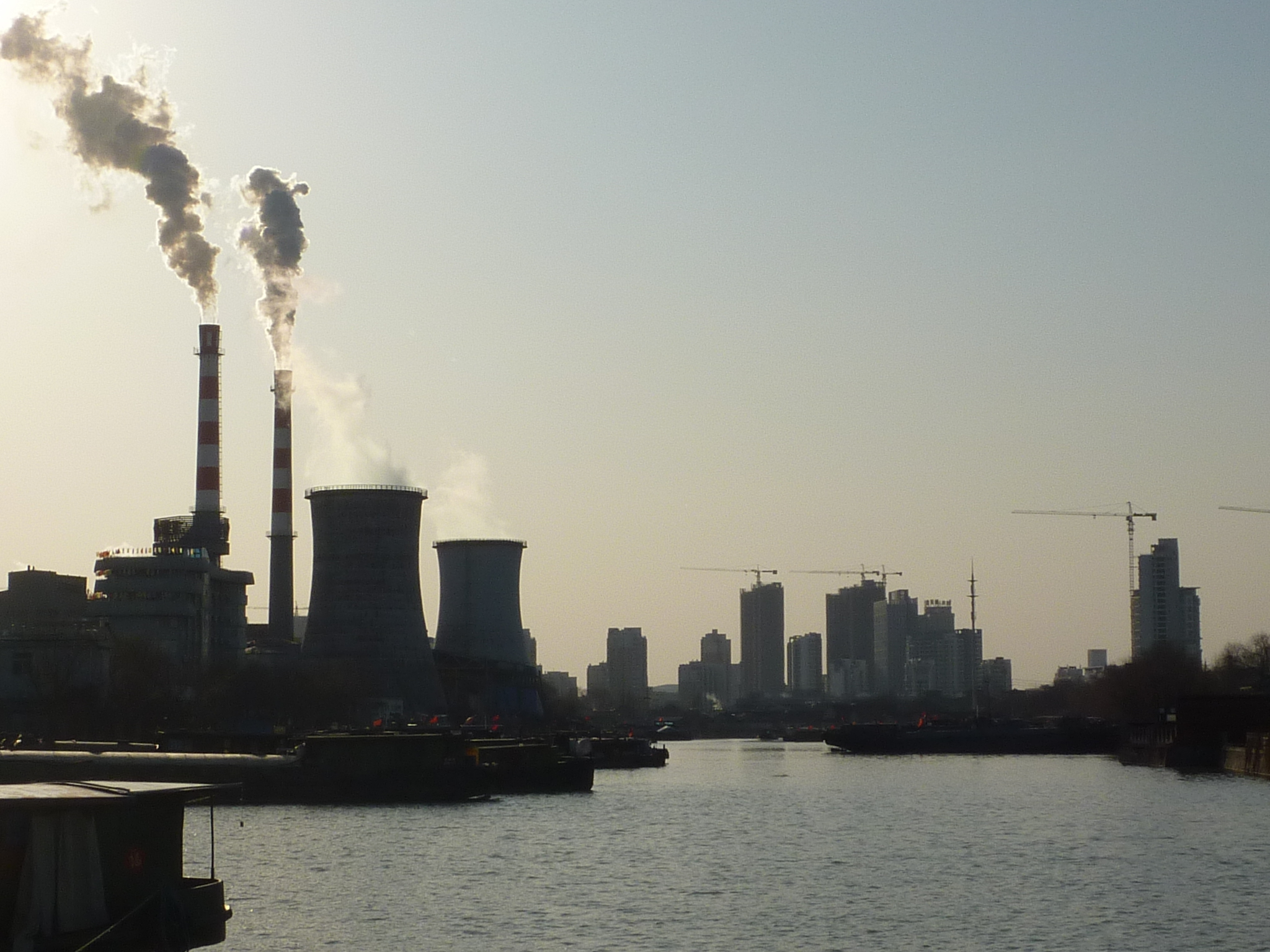
Uma área industrial, com uma usina elétrica, ao sul do centro de Yangzhou, China

Por outro lado, alguns pesquisadores da Cornucópia, como Julian L. Simon e Bjørn Lomborg, acreditam que existem recursos para um maior crescimento populacional. Em um estudo de 2010, eles concluíram que "não há (e nunca haverá) pessoas demais para o planeta alimentar", de acordo com o The Independent . Alguns críticos alertam que isso terá um alto custo para a Terra: "os otimistas tecnológicos provavelmente estão corretos ao afirmar que a produção mundial de alimentos em todo o mundo pode aumentar substancialmente nas próximas décadas ... [no entanto] o custo ambiental do que Paulo R. e Anne H. Ehrlich descrevem como 'transformar a Terra em um confinamento humano gigante' pode ser grave. Uma grande expansão da agricultura para fornecer às populações crescentes dietas melhoradas provavelmente levará a mais desmatamento, perda de espécies, erosão do solo e poluição por pesticidas e escoamento de fertilizantes à medida que a agricultura se intensifica e novas terras são produzidas ". Como somos intimamente dependentes dos sistemas vivos da Terra, alguns cientistas questionaram a sabedoria de uma expansão adicional.
De acordo com a Avaliação de Ecossistemas do Milênio, um esforço de pesquisa de 1.360 dos proeminentes cientistas encomendados para medir o valor real dos recursos naturais para os seres humanos e para o mundo: "A estrutura dos ecossistemas do mundo mudou mais rapidamente na segunda metade de o século XX do que em qualquer outro momento da história humana registrada, e praticamente todos os ecossistemas da Terra foram significativamente transformados por meio de ações humanas ". "Os serviços ecossistêmicos, principalmente a produção de alimentos, madeira e pesca, são importantes para o emprego e a atividade econômica. O uso intensivo de ecossistemas geralmente produz a maior vantagem a curto prazo, mas o uso excessivo e insustentável pode levar a perdas a longo prazo. Um país poderia cortar suas florestas e esgotar suas pescarias, e isso seria apenas um ganho positivo para o PIB, apesar da perda de ativos de capital. Se o valor econômico total dos ecossistemas fosse levado em consideração na tomada de decisões, sua degradação poderia ser significativamente mais lenta ou mesmo revertida. "
Outro estudo foi realizado pelo Programa das Nações Unidas para o Meio Ambiente (PNUMA), chamado Global Environment Outlook .
Embora todos os recursos, sejam minerais ou outros, sejam limitados no planeta, existe um certo grau de autocorreção sempre que houver uma escassez ou alta demanda por um tipo específico. Por exemplo, em 1990, as reservas conhecidas de muitos recursos naturais eram mais altas e seus preços mais baixos do que em 1970, apesar da maior demanda e maior consumo. Sempre que ocorria um aumento de preço, o mercado tendia a se corrigir, substituindo um recurso equivalente ou mudando para uma nova tecnologia.

#### Água fresca
A superpopulação pode levar a água doce inadequada para beber, bem como tratamento de esgoto e descarga de efluentes . Alguns países, como a Arábia Saudita, usam dessalinização com alto custo energético para resolver o problema da escassez de água.O suprimento de água doce, da qual a agricultura depende, está acabando em todo o mundo. Espera-se que esta crise da água piore à medida que a população aumenta.
Os problemas potenciais com a dependência da dessalinização são analisados abaixo, no entanto, a maioria do suprimento de água doce do mundo está contida nas calotas polares e nos sistemas de rios subterrâneos acessíveis por fontes e poços.
Água fresca pode ser obtida a partir de água salgada por dessalinização . Por exemplo, Malta obtém dois terços de sua água doce por dessalinização. Existem várias usinas de dessalinização movidas a energia nuclear ; no entanto, os altos custos da dessalinização, especialmente para os países pobres, tornam impraticável o transporte de grandes quantidades de água do mar dessalinizada para o interior de grandes países. O custo da dessalinização varia; Israel agora está dessalinizando a água por um custo de 53 centavos por metro cúbico, Singapura a 49 centavos por metro cúbico. Nos Estados Unidos, o custo é de 81 centavos por metro cúbico (US $ 3,06 por 1.000 galões).
De acordo com um estudo de 2004 de Zhou e Tol, "é preciso elevar a água em 2000 m ou transportá-la por mais de 1600 km para obter custos de transporte iguais aos custos de dessalinização. A água dessalinizada é cara em locais que estão um pouco longe do mar e altos, como Riade e Harare. Em outros lugares, o custo dominante é a dessalinização, não o transporte. Isso leva a custos um pouco mais baixos em lugares como Pequim, Bangcoc, Saragoça, Phoenix e, é claro, cidades costeiras como Trípoli". Assim, embora o estudo seja geralmente positivo sobre a tecnologia para áreas ricas próximas aos oceanos, conclui que "a água dessalinizada pode ser uma solução para algumas regiões de estresse hídrico, mas não para lugares pobres, no fundo de uma continente ou em altitudes elevadas. Infelizmente, isso inclui alguns dos lugares com maiores problemas de água. " "Outro problema potencial com a dessalinização é a subprodução de salmoura salina, que pode ser uma das principais causas da poluição marinha quando despejada de volta nos oceanos a altas temperaturas".
A maior usina de dessalinização do mundo é a Usina de Dessalinização de Jebel Ali (Fase 2), nos Emirados Árabes Unidos, que pode produzir 300 milhões de metros cúbicos de água por ano, ou cerca de 2500 galões por segundo. A maior usina de dessalinização dos EUA é a de Tampa Bay, Flórida, que começou a dessalinizar 25 milhões de galões (95.000   m 3 ) de água por dia em dezembro de 2007. Um artigo de 17 de janeiro de 2008 no Wall Street Journal declara: "Mundialmente, 13.080 usinas de dessalinização produzem mais de 12 bilhões de galões de água por dia, segundo a Associação Internacional de Dessalinização". Depois de dessalinizada em Jubail, na Arábia Saudita, a água é bombeada 200 milhas (320 km)   interior, através de um oleoduto até a capital Riyadh .
No entanto, novos dados provenientes dos experimentos GRACE e testes isotópicos realizados pela AIEA mostram que o aqüífero núbio - que fica na maior e mais seca parte da superfície da Terra, tem água suficiente para fornecer "pelo menos vários séculos". Além disso, mapas novos e altamente detalhados dos reservatórios subterrâneos da Terra serão criados em breve a partir dessas tecnologias que permitirão ainda um orçamento adequado de água barata.

##### Déficits de água
Os déficits hídricos, que já estão estimulando as importações de grãos pesados em vários países menores, podem em breve fazer o mesmo em países maiores, como China ou Índia, se a tecnologia não for usada. Os lençóis freáticos estão caindo em vários países (incluindo o norte da China, os EUA e a Índia) devido ao excesso de redundância generalizada, além de rendimentos sustentáveis . Outros países afetados incluem Paquistão, Irã e México. Esse excesso de projeto já está levando à escassez de água e a cortes na colheita de grãos. Mesmo com o bombeamento excessivo de seus aqüíferos, a China desenvolveu um déficit de grãos. Esse efeito contribuiu para elevar os preços dos grãos. A maioria dos 3000 milhões de pessoas projetadas para serem adicionadas em todo o mundo em meados do século nascerá em países que já sofrem escassez de água . A dessalinização também é considerada uma solução viável e eficaz para o problema da falta de água.
A superpopulação juntamente com os déficits hídricos podem desencadear tensões regionais, incluindo a guerra.

#### Terra

Porcentagens da superfície da Terra coberta por água, dedicada à agricultura, em conversão, intacta e usada para habitação humana. Enquanto os humanos ocupam apenas 0,05% da área total da Terra, os efeitos humanos são sentidos em mais de um quarto da terra.

O World Resources Institute afirma que "a conversão agrícola em áreas cultivadas e pastagens manejadas afetou cerca de 3,3 bilhões [hectares] - aproximadamente 26% da área terrestre. No total, a agricultura deslocou um terço das florestas temperadas e tropicais e um quarto das pastagens naturais. " Quarenta por cento da área terrestre está em conversão e fragmentada; menos de um quarto, principalmente no Ártico e nos desertos, permanece intacto. As terras utilizáveis podem se tornar menos úteis por meio de salinização, desmatamento, desertificação, erosão e expansão urbana . O aquecimento global pode causar inundações em muitas das áreas agrícolas mais produtivas. O desenvolvimento de fontes de energia também pode exigir grandes áreas, por exemplo, a construção de barragens hidrelétricas . Assim, a terra útil disponível pode se tornar um fator limitante. Segundo a maioria das estimativas, pelo menos metade da terra cultivável já está sendo cultivada e há preocupações de que as reservas restantes sejam superestimadas.
Vegetais de alto rendimento agrícola, como batatas e alface     use menos espaço em partes de plantas não comestíveis, como caules, cascas, trepadeiras e folhas não comestíveis. Novas variedades de plantas híbridas e selecionadas seletivamente têm partes comestíveis maiores (frutas, vegetais, grãos) e partes não comestíveis menores; no entanto, muitos desses ganhos em tecnologia agrícola são históricos e novos avanços são mais difíceis de alcançar. Com as novas tecnologias, é possível cultivar em algumas terras marginais sob certas condições. A aquicultura poderia teoricamente aumentar a área disponível. A hidroponia e os alimentos de bactérias e fungos, como o quorn, podem permitir o cultivo de alimentos sem ter que considerar a qualidade da terra, o clima ou até a luz solar disponível, embora esse processo possa consumir muita energia. Alguns argumentam que nem todas as terras aráveis permanecerão produtivas se usadas para agricultura, porque algumas terras marginais só podem ser produzidas para produzir alimentos por práticas insustentáveis, como a agricultura de corte e queima . Mesmo com as modernas técnicas da agricultura, a sustentabilidade da produção está em questão.
Alguns países, como os Emirados Árabes Unidos e particularmente o Emirado de Dubai, construíram grandes ilhas artificiais ou criaram grandes sistemas de barragens e diques, como a Holanda, que recuperam terras do mar para aumentar sua área total. Alguns cientistas disseram que, no futuro, cidades densamente povoadas usarão agricultura vertical para cultivar alimentos dentro de arranha-céus. A noção de que o espaço é limitado foi criticada pelos céticos, que apontam que a população da Terra de cerca de 6800 milhões de pessoas poderia abrigar confortavelmente uma área comparável em tamanho ao estado do Texas, nos Estados Unidos (cerca de 269 000 milha quadradas (696 706,80 km2) ). No entanto, o impacto da humanidade se estende por uma área muito maior do que a necessária apenas para a habitação.

#### Combustíveis fósseis

Previsão do rei King Hubbert das taxas mundiais de produção de petróleo. A agricultura moderna depende totalmente da energia do petróleo.

Os otimistas da população foram criticados por não levarem em consideração o esgotamento de combustíveis fósseis necessários para a produção de fertilizantes, lavoura, transporte, etc. Em seu livro Earth in the Balance, de 1992, Al Gore escreveu: "... deveria ser possível estabelecer um programa global coordenado para atingir a meta estratégica de eliminar completamente o motor de combustão interna durante, digamos, vinte e cinco anos. período. . " Aproximadamente metade do óleo produzido nos Estados Unidos é refinado em gasolina para uso em motores de combustão interna.
O relatório pico da produção mundial de petróleo: impactos, mitigação e gerenciamento de riscos, comumente referido como relatório de Hirsch, foi criado por solicitação do Departamento de Energia dos EUA e publicado em fevereiro de 2005. Algumas informações foram atualizadas em 2007. Examinou o prazo para a ocorrência do pico de petróleo, as ações de mitigação necessárias e os impactos prováveis com base na pontualidade dessas ações. Conclui que o pico mundial de petróleo vai acontecer e provavelmente será abrupto. Iniciar um programa de colapso da mitigação 20 anos antes do pico parece oferecer a possibilidade de evitar um déficit mundial de combustíveis líquidos no período de previsão.
Os otimistas afirmam que os combustíveis fósseis serão suficientes até que o desenvolvimento e a implementação de tecnologias de substituição adequadas - como energia nuclear ou várias fontes de energia renovável - ocorram. Métodos de fabricação de fertilizantes a partir de lixo, esgoto e resíduos agrícolas usando despolimerização térmica foram descobertos.
Com a crescente conscientização sobre o aquecimento global, a questão do pico do petróleo tornou-se menos relevante. Segundo muitos estudos, cerca de 80% dos combustíveis fósseis restantes devem permanecer intocados porque o gargalo mudou da disponibilidade de recursos para o recurso de absorver os gases de efeito estufa gerados ao queimar combustíveis fósseis.

#### Comida
Alguns cientistas argumentam que há comida suficiente para apoiar a população mundial, e alguns contestam isso, principalmente se a sustentabilidade for levada em consideração.
Muitos países dependem fortemente de importações. O Egito e o Irã dependem de importações para 40% de seu suprimento de grãos. Iêmen e Israel importam mais de 90%. E apenas 6 países - Argentina, Austrália, Canadá, França, Tailândia e EUA - fornecem 90% das exportações de grãos. Nas últimas décadas, somente os EUA forneceram quase metade das exportações mundiais de grãos.
Um relatório das Nações Unidas de 2001 diz que o crescimento populacional é "a principal força que impulsiona o aumento da demanda agrícola", mas "as avaliações mais recentes dos especialistas estão cautelosamente otimistas sobre a capacidade da produção global de alimentos de atender à demanda no futuro próximo (ou seja, até aproximadamente 2030 ou 2050) ", assumindo taxas de crescimento populacional em declínio.
No entanto, os números observados para 2016 mostram um aumento real no número absoluto de pessoas subnutridas no mundo, 815 milhões em 2016 contra 777 milhões em 2015. A FAO estima que esses números ainda sejam muito inferiores aos quase 900 milhões registrados em 2000.

###### Perspectiva global sobre o suprimento de alimentos

O crescimento da produção de alimentos foi maior que o crescimento da população.

As quantidades de recursos naturais nesse contexto não são necessariamente fixas e sua distribuição não é necessariamente um jogo de soma zero . Por exemplo, devido à Revolução Verde e ao fato de que cada vez mais terras são apropriadas a cada ano de terras selvagens para fins agrícolas, a produção mundial de alimentos aumentou constantemente até 1995. A produção mundial de alimentos por pessoa foi consideravelmente maior em 2005 que em 1961.
À medida que a população mundial dobrou de 3000 para 6000 milhões, o consumo diário de calorias nos países pobres aumentou de 1.932 para 2.650, e a porcentagem de pessoas nos países desnutridos caiu de 45% para 18%. Isso sugere que a pobreza e a fome no Terceiro Mundo são causadas pelo subdesenvolvimento, não pela superpopulação. No entanto, outros questionam essas estatísticas. De 1950 a 1984, quando a Revolução Verde transformou a agricultura em todo o mundo, a produção de grãos aumentou mais de 250%. A população mundial cresceu cerca de 4000 milhões desde o início da Revolução Verde e a maioria acredita que, sem a Revolução, haveria maior fome e desnutrição do que a ONU atualmente documenta.
O número de pessoas com excesso de peso superou o número de desnutridos. Em uma reportagem de 2006, a MSNBC informou: "Estima-se que haja 800 milhões de pessoas subnutridas e mais de mil milhões consideradas com excesso de peso em todo o mundo". Os EUA têm uma das maiores taxas de obesidade do mundo. No entanto, estudos mostram que pessoas ricas e instruídas são muito mais propensas a ingerir alimentos saudáveis, indicando que a obesidade é uma doença relacionada à pobreza e falta de educação e publicidade excessiva de produtos comestíveis não saudáveis a um custo mais barato, alto teor calórico e pouco valor nutritivo. são consumidos.

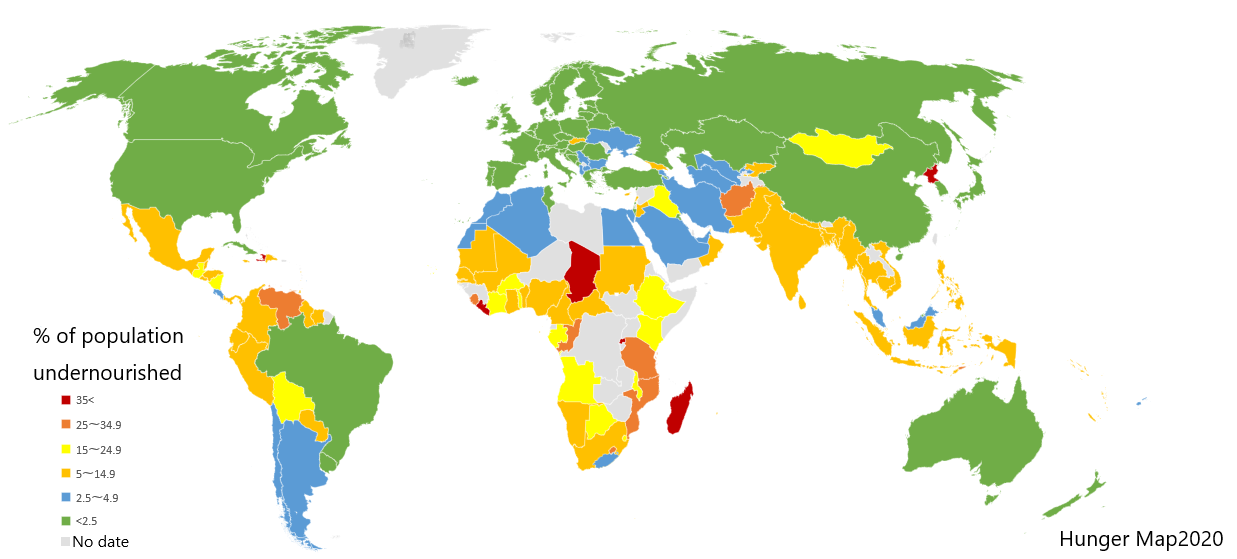
Percentagem da população que sofre de subnutrição por país, de acordo com estatísticas das Nações Unidas.

A Organização para Agricultura e Alimentação das Nações Unidas afirma em seu relatório O estado da insegurança alimentar no mundo 2018 que os novos dados indicam um aumento da fome no mundo, revertendo a tendência recente. Estima-se que em 2017 o número de pessoas subnutridas tenha aumentado para 821 milhões, cerca de 11% da população mundial. A FAO declara: "As evidências mostram que, para muitos países, aumentos recentes na fome estão associados a eventos climáticos extremos, especialmente onde há alta exposição a extremos climáticos e alta vulnerabilidade relacionada à agricultura e sistemas de subsistência".
A partir de 2008, o preço do grão aumentou devido a mais agricultura usada em biocombustíveis, preços mundiais do petróleo a mais de US $ 100 por barril, crescimento populacional global, mudanças climáticas, perda de terras agrícolas ao desenvolvimento residencial e industrial, e à crescente demanda do consumidor na China e na Índia Os distúrbios alimentares ocorreram recentemente em muitos países do mundo. Uma epidemia de ferrugem no trigo causada pela raça Ug99 está atualmente     espalhando por toda a África e na Ásia e está causando grande preocupação. Uma doença virulenta do trigo pode destruir a maioria das principais culturas de trigo do mundo, deixando milhões a morrer de fome. O fungo se espalhou da África para o Irã e já pode estar no Afeganistão e no Paquistão.
A segurança alimentar se tornará mais difícil de alcançar à medida que os recursos acabem. Recursos em risco de esgotar-se incluem óleo, fósforo, grãos, peixe e água . O cientista britânico John Beddington previu em 2009 que o suprimento de energia, comida e água precisará ser aumentado em 50% para atingir os níveis de demanda de 2030. Segundo a Organização para a Agricultura e a Alimentação (FAO), o suprimento de alimentos precisará ser aumentado em 70% até 2050 para atender às demandas projetadas.

### África
O Population Reference Bureau dos EUA informou que a população da África Subsaariana - a região mais pobre do continente - está subindo mais rapidamente do que a maioria do resto do mundo e que "O rápido crescimento da população dificulta a criação de economias suficientes. empregos para tirar um grande número de pessoas da pobreza ". Sete dos dez países da África Subsaariana com as maiores taxas de fertilidade também aparecem entre os dez primeiros listados no Índice de Desenvolvimento Humano das Nações Unidas.
A fome e a desnutrição matam quase 6 milhões de crianças por ano, e mais pessoas são desnutridas na África Subsaariana nesta década do que na década de 1990, de acordo com um relatório divulgado pela Organização para Agricultura e Alimentação . Na África subsaariana, o número de pessoas desnutridas cresceu para 203,5 milhões de pessoas em 2000-2002, ante 170,4 milhões 10 anos antes, segundo o relatório O estado da insegurança alimentar no mundo . Em 2001, 46,4% das pessoas na África Subsaariana viviam em extrema pobreza.

### Ásia
De acordo com um artigo de 2004 da BBC, a China, o país mais populoso do mundo, sofre de um "aumento da obesidade ". O artigo afirmava que "ao todo, acredita-se que cerca de 200 milhões de pessoas estejam acima do peso, 22,8% da população e 60 milhões (7,1%) de obesos". Dados mais recentes indicam que a produção de grãos da China atingiu o pico em meados dos anos 90, devido ao aumento da extração de águas subterrâneas na planície do norte da China.

#### Japão
O Japão pode enfrentar uma crise alimentar que poderia reduzir as dietas diárias às refeições austeras da década de 1950, acredita um consultor sênior do governo.

### Guerra e conflito por recursos cada vez menores
A superpopulação causa aglomeração e conflito por recursos escassos, o que, por sua vez, leva ao aumento dos níveis de guerra. Foi sugerido que a superpopulação leva a um aumento dos níveis de tensão entre e dentro dos países. O uso moderno do termo "lebensraum" apóia a ideia de que a superpopulação pode promover a guerra pelo medo da escassez de recursos e por um número crescente de jovens sem a oportunidade de se envolver em empregos pacíficos (a teoria da protuberância juvenil ).

##### Crítica desta hipótese
A hipótese de que a pressão da população causa aumento da guerra foi recentemente criticada por motivos estatísticos. Dois estudos focados em sociedades históricas específicas e análises de dados interculturais falharam em encontrar correlação positiva entre densidade populacional e incidência de guerra. Andrey Korotayev, em colaboração com Peter Turchin, mostrou que esses resultados negativos não falsificam a hipótese da guerra populacional.
A população e a guerra são variáveis dinâmicas e, se sua interação causar oscilações sustentadas, geralmente não esperamos encontrar uma forte correlação entre as duas variáveis medidas ao mesmo tempo (ou seja, sem alterações). Korotayev e Turchin exploraram matematicamente quais seriam os padrões dinâmicos de interação entre população e guerra (com foco na guerra interna) tanto nas sociedades sem Estado quanto nas estatais. Em seguida, eles testaram as previsões do modelo em vários estudos de caso empíricos: Inglaterra moderna, Han e Tang China e Império Romano . Seus resultados empíricos apoiaram a teoria da guerra populacional: que existe uma tendência de os números populacionais e a intensidade da guerra interna oscilarem no mesmo período, mas mudarem de fase (com picos de guerra seguindo os picos da população).
Além disso, eles demonstraram que nas sociedades agrárias as taxas de mudança das duas variáveis se comportam exatamente como previsto pela teoria: a taxa de mudança da população é afetada negativamente pela intensidade da guerra, enquanto a taxa de mudança da guerra é afetada positivamente pela densidade da população.

### De outros
- Perda de terras aráveis e aumento da desertificação .[265] O desmatamento e a desertificação podem ser revertidos com a adoção dos direitos de propriedade, e essa política é bem-sucedida mesmo enquanto a população humana continua a crescer.[266]
- Agricultura intensiva em fábricas para apoiar grandes populações. Isso resulta em ameaças humanas, incluindo a evolução e a disseminação de doenças bacterianas resistentes a antibióticos, poluição excessiva do ar e da água e novos vírus que infectam os seres humanos.[267][268][269][270]
- Maior chance do surgimento de novas epidemias e pandemias .[271] Por muitas razões ambientais e sociais, incluindo condições de vida superlotadas, desnutrição e assistência médica inadequada, inacessível ou inexistente, é mais provável que os pobres sejam expostos a doenças infecciosas .[272]
- Fome, desnutrição[273] ou dieta pobre com problemas de saúde e doenças de deficiência de dieta (por exemplo, raquitismo ). No entanto, os países ricos com alta densidade populacional não têm fome.[274]
- Baixa expectativa de vida em países com populações que crescem mais rapidamente.[275] A expectativa de vida geral aumentou globalmente, apesar do crescimento populacional, incluindo países com populações de rápido crescimento.[276]
- Condições de vida não higiênicas para muitos baseadas no esgotamento dos recursos hídricos, na descarga de esgoto bruto[277] e no descarte de resíduos sólidos. No entanto, esse problema pode ser reduzido com a adoção de esgotos. Por exemplo, depois que Karachi, no Paquistão, instalou esgotos, sua taxa de mortalidade infantil caiu substancialmente.[278]
- Elevada taxa de criminalidade devido a cartéis de drogas e aumento do roubo de pessoas roubando recursos para sobreviver.[279]
- Menos liberdade pessoal e leis mais restritivas. As leis regulam e moldam a política, a economia, a história e a sociedade e servem como mediador das relações e interações entre as pessoas. Quanto maior a densidade populacional, mais frequentes essas interações se tornam e, portanto, há a necessidade de mais leis e / ou leis mais restritivas para regular essas interações e relações. Aldous Huxley especulou em 1958 que a democracia é ameaçada pela superpopulação e poderia dar origem a governos de estilo totalitário .[280] No entanto, nos últimos 200 anos de crescimento populacional, o nível real de liberdade pessoal aumentou e não diminuiu.[276]

## Dinâmica adicional

### Transição demográfica

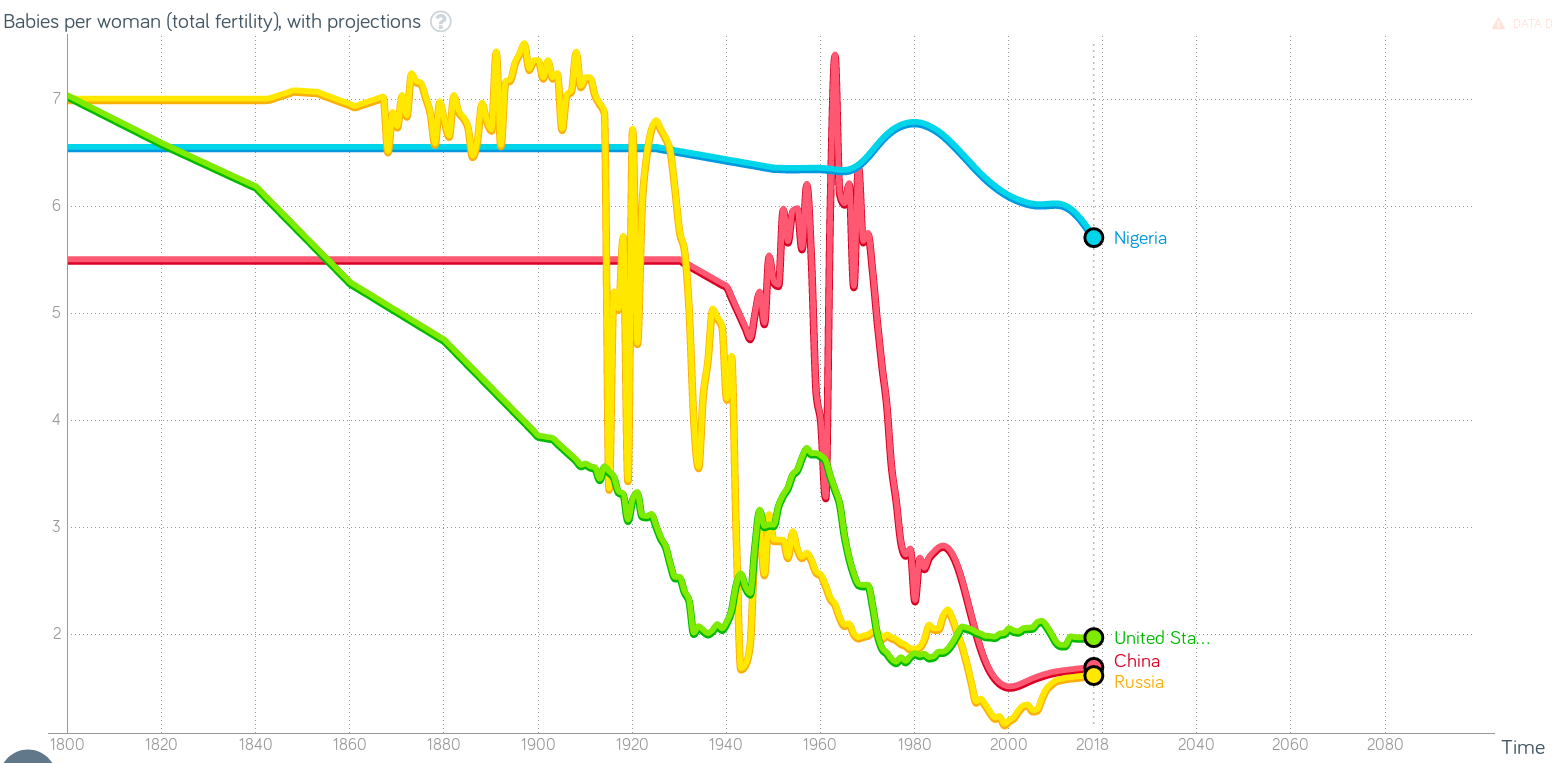
Bebês por mulher (fertilidade total) nos EUA, Rússia, China, Nigéria; 1800-2018

A teoria da transição demográfica sustentava que, após o aumento do padrão de vida e da expectativa de vida, o tamanho da família e as taxas de natalidade diminuem. No entanto, à medida que novos dados se tornam disponíveis, observou-se que, após um certo nível de desenvolvimento ( IDH igual a 0,86 ou superior), a fertilidade aumenta novamente e é frequentemente representada como uma forma "J". Isso significa que tanto a preocupação que a teoria gerou sobre o envelhecimento da população quanto a complacência que ela gerou em relação ao impacto ambiental futuro do crescimento da população podem precisar de reavaliação.
Os fatores citados na teoria antiga incluíam fatores sociais como idades posteriores do casamento, o desejo crescente de muitas mulheres em tais ambientes de procurar carreiras fora da educação infantil e do trabalho doméstico, e a menor necessidade de crianças em ambientes industrializados. O último fator decorre do fato de que as crianças realizam muito trabalho em sociedades agrícolas de pequena escala e trabalham menos em sociedades industriais; foi citado para explicar o declínio nas taxas de natalidade nas regiões industrializadas.
Muitos países têm altas taxas de crescimento populacional, mas menores taxas de fertilidade total, porque no passado o alto crescimento populacional inclinou a faixa etária da idade para uma idade jovem, de modo que a população ainda aumenta à medida que a nova geração mais numerosa se aproxima da maturidade. "Armadilha demográfica" é um conceito desenvolvido por Maurice King, pesquisador honorário da Universidade de Leeds, que afirma que esse fenômeno ocorre quando um país tem uma população maior que sua capacidade de carga, sem possibilidade de migração e exporta muito pouco para ser capaz de importar alimentos. Isso causará fome. Ele afirma que, por exemplo, muitas nações subsaarianas estão ou ficarão presas em armadilhas demográficas, em vez de ter uma transição demográfica.
Para o mundo como um todo, o número de filhos nascidos por mulher diminuiu de 5,02 para 2,65 entre 1950 e 2005. Dados por região:
- Europa - 2,66 para 1,41
- América do Norte - 3,47 para 1,99
- Oceânia - 3,87 para 2,30
- América Central - 6,38 para 2,66
- América do Sul - 5,75 para 2,49
- Ásia (excluindo Oriente Médio) - 5,85 para 2,43
- Oriente Médio e Norte da África - 6,99 para 3,37
- África Subsaariana - 6,7 para 5,53

Excluindo a reversão teórica na redução da fertilidade para um alto desenvolvimento, o número mundial projetado de crianças nascidas por mulher em 2050 seria em torno de 2,05. Somente o Oriente Médio e o Norte da África (2,09) e a África Subsaariana (2,61) teriam números maiores que 2,05.

### Capacidade de carga

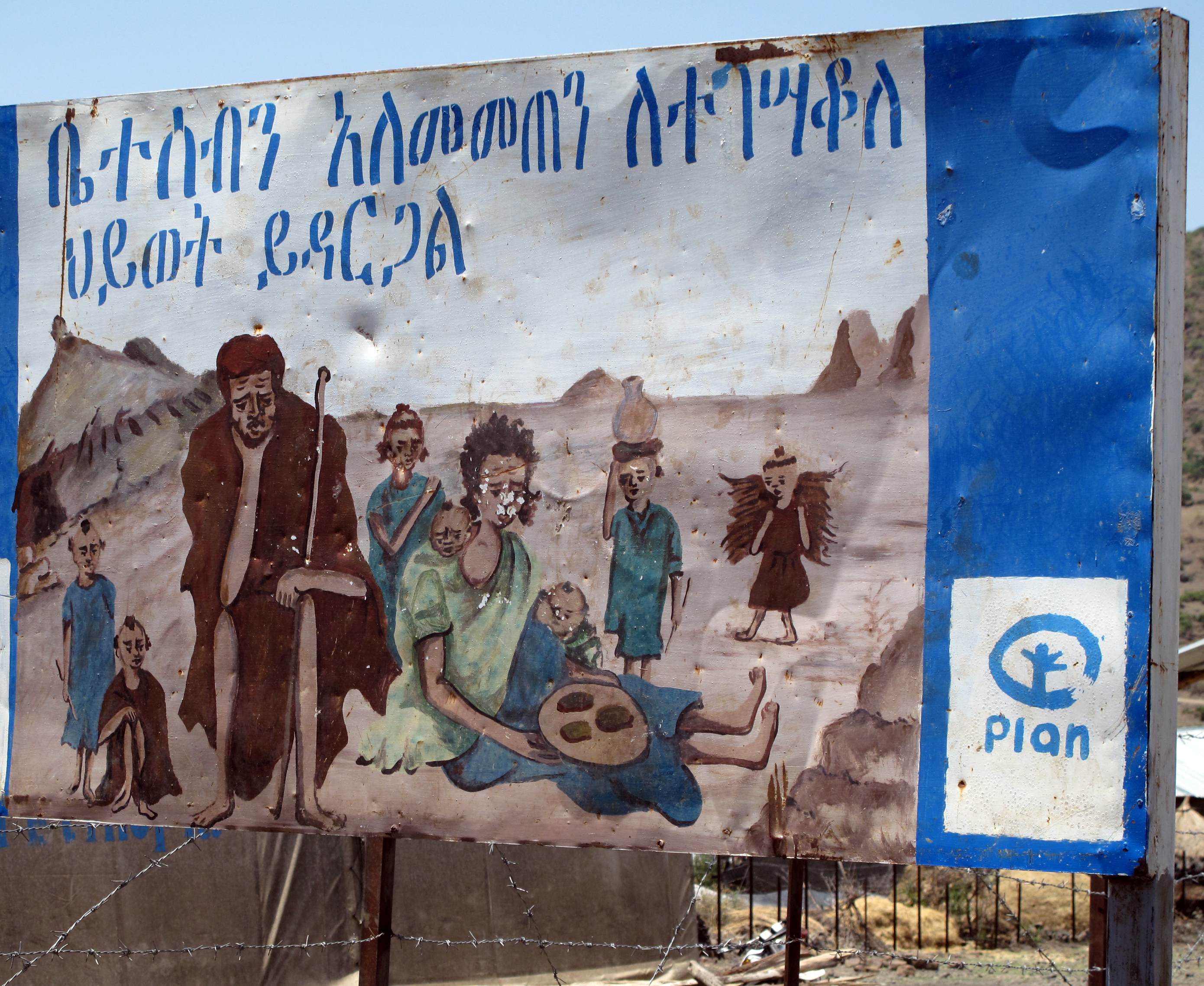
Um cartaz de planejamento familiar na Etiópia. Isso mostra alguns efeitos negativos de ter muitos filhos.

Muitos estudos tentaram estimar a capacidade de carga do mundo para seres humanos, ou seja, a população máxima que o mundo pode hospedar. Uma meta-análise de 69 desses estudos, de 1694 a 2001, descobriu que o número máximo médio previsto de pessoas que a Terra já teria sido de 7700 milhões de pessoas, com meta-limites inferior e superior de 0,65 e 9800 milhões de pessoas, respectivamente. Eles concluem: "previsões recentes dos níveis da população mundial estabilizada para 2050 excedem várias de nossas meta-estimativas de um limite da população mundial". Um relatório da ONU de 2001 disse que dois terços das previsões caem na faixa de 4000 a 16000 milhões com erros padrão não especificados, com uma mediana de cerca de dez mil milhões.

### População humana sustentável máxima
Alguns grupos (por exemplo, o World Wide Fund for Nature e a Global Footprint Network ) declararam que a biocapacidade anual da Terra está sendo excedida conforme medido usando a pegada ecológica . Em 2006, o " Living Planet Report " do WWF afirmou que, para que todos os seres humanos vivessem com os atuais padrões de consumo dos europeus, estaríamos gastando três vezes mais do que aquilo que o planeta pode renovar. A humanidade como um todo estava usando, em 2006, 40% a mais do que a Terra pode regenerar. No entanto, Roger Martin, da Population Matters, afirma a visão: "os pobres querem ficar ricos e eu quero que eles fiquem ricos", com uma adição posterior ", é claro que temos que mudar os hábitos de consumo ... mas temos também conseguimos estabilizar nossos números ". Outro estudo do World Wildlife Fund em 2014 descobriu que seria necessário o equivalente a 1,5 Terra de biocapacidade para atender aos atuais níveis de consumo da humanidade.
Mas os críticos questionam as simplificações e os métodos estatísticos usados no cálculo das pegadas ecológicas. Portanto, a Global Footprint Network e suas organizações parceiras se envolveram com governos nacionais e agências internacionais para testar os resultados - análises foram produzidas pela França, Alemanha, Comissão Europeia, Suíça, Luxemburgo, Japão e Emirados Árabes Unidos. Alguns apontam que um método mais refinado de avaliar a Pegada Ecológica é designar categorias de consumo sustentáveis versus não sustentáveis.
Jade Sasser acredita que o cálculo de um número máximo de humanidade que pode ser permitido viver, enquanto apenas algumas, principalmente antigas potências coloniais europeias privilegiadas, são as principais responsáveis pelo uso insustentável da Terra.
Em um estudo de 1994 intitulado Alimentos, terras, população e economia dos EUA, David Pimentel e Mario Giampietro estimaram a população máxima dos EUA para uma economia sustentável em 200 milhões. E, para alcançar uma economia sustentável e evitar desastres, os Estados Unidos teriam que reduzir sua população em pelo menos um terço, e a população mundial teria que ser reduzida em dois terços.

### Projeções de crescimento populacional
| Continente              | População projetada em 2050 |
| ----------------------- | --------------------------- |
| África                  | 2500 milhões                |
| Ásia                    | 5500 milhões                |
| Europa                  | 716 milhões                 |
| América Latina e Caribe | 780 milhões                 |
| América do Norte        | 435 milhões                 |

Segundo as projeções, a população mundial continuará a crescer até pelo menos 2050, com a população atingindo 9000 milhões em 2040, e algumas previsões colocando a população em 11000 milhões em 2050. A estimativa mediana para o crescimento futuro prevê que a população mundial atinja 8600 milhões em 2030, 9800 milhões em 2050 e 11200 milhões em 2100 assumindo uma diminuição contínua na taxa média de fertilidade de 2,5 nascimentos por mulher em 2010-2015 para 2,2 em 2045- 2050 e 2,0 em 2095–2100, de acordo com a projeção de média variante. Walter Greiling projetou na década de 1950 que a população mundial chegaria a um pico de cerca de nove mil milhões, no século XXI, e depois pararia de crescer, após um reajuste do Terceiro Mundo e um saneamento dos trópicos.
Em 2000, as Nações Unidas estimaram que a população mundial estava crescendo a uma taxa de 1,14% (ou cerca de 75 milhões de pessoas) por ano e, de acordo com dados do World Factbook da CIA, a população humana mundial aumenta atualmente em 145 a cada minuto.
De acordo com o relatório das Perspectivas de População Mundial das Nações Unidas: 

Aumento anual da população humana líquida por país - 2016.

- Atualmente, a população mundial está crescendo em aproximadamente 74 milhões de pessoas por ano. As atuais previsões das Nações Unidas estimam que a população mundial chegará a 9000 milhões em torno de 2050, assumindo uma diminuição na taxa média de fertilidade de 2,5 para 2,0.[305][306]
- Quase todo o crescimento ocorrerá nas regiões menos desenvolvidas, onde a população atual de 5300 milhões de países subdesenvolvidos deve aumentar para 7800 milhões em 2050. Por outro lado, a população das regiões mais desenvolvidas permanecerá praticamente inalterada, em 1200 milhões. Uma exceção é a população dos Estados Unidos, que deverá aumentar 44% entre 2008 e 2050.[307]
- Em 2000-2005, a fertilidade média mundial foi de 2,65 filhos por mulher, cerca da metade do nível em 1950-1955 (5 filhos por mulher). Na variante média, projeta-se que a fertilidade global diminua ainda mais para 2,05 filhos por mulher.
- Entre 2005 e 2050, espera-se que nove países representem metade do aumento da população projetado no mundo: Índia, Paquistão,[308] Nigéria, República Democrática do Congo, Bangladesh, Uganda, Estados Unidos, Etiópia e China, listados de acordo com o tamanho de sua contribuição para o crescimento populacional. A China seria ainda mais alta nesta lista se não fosse sua política de filho único .
- A expectativa de vida global ao nascer deve continuar aumentando de 65 anos em 2000-2005 para 75 anos em 2045-2050. Nas regiões mais desenvolvidas, a projeção é de 82 anos até 2050. Entre os países menos desenvolvidos, onde a expectativa de vida hoje é de menos de 50 anos, a expectativa é de aumentar para 66 anos até 2045-2050.
- Prevê-se que a população de 51 países ou áreas seja menor em 2050 do que em 2005.
- Durante o período 2005-2050, o número líquido de migrantes internacionais para regiões mais desenvolvidas é estimado em 98 milhões. Como se projeta que as mortes excedam os nascimentos nas regiões mais desenvolvidas em 73 milhões entre 2005 e 2050, o crescimento da população nessas regiões será em grande parte devido à migração internacional.
- Entre 2000 e 2005, a migração líquida em 28 países impediu o declínio da população ou dobrou pelo menos a contribuição do aumento natural (nascimentos menos mortes) para o crescimento da população.
- Atualmente, as taxas de natalidade estão caindo em uma pequena porcentagem dos países em desenvolvimento, enquanto as populações reais em muitos países desenvolvidos cairiam sem imigração.[305]

### Crescimento urbano

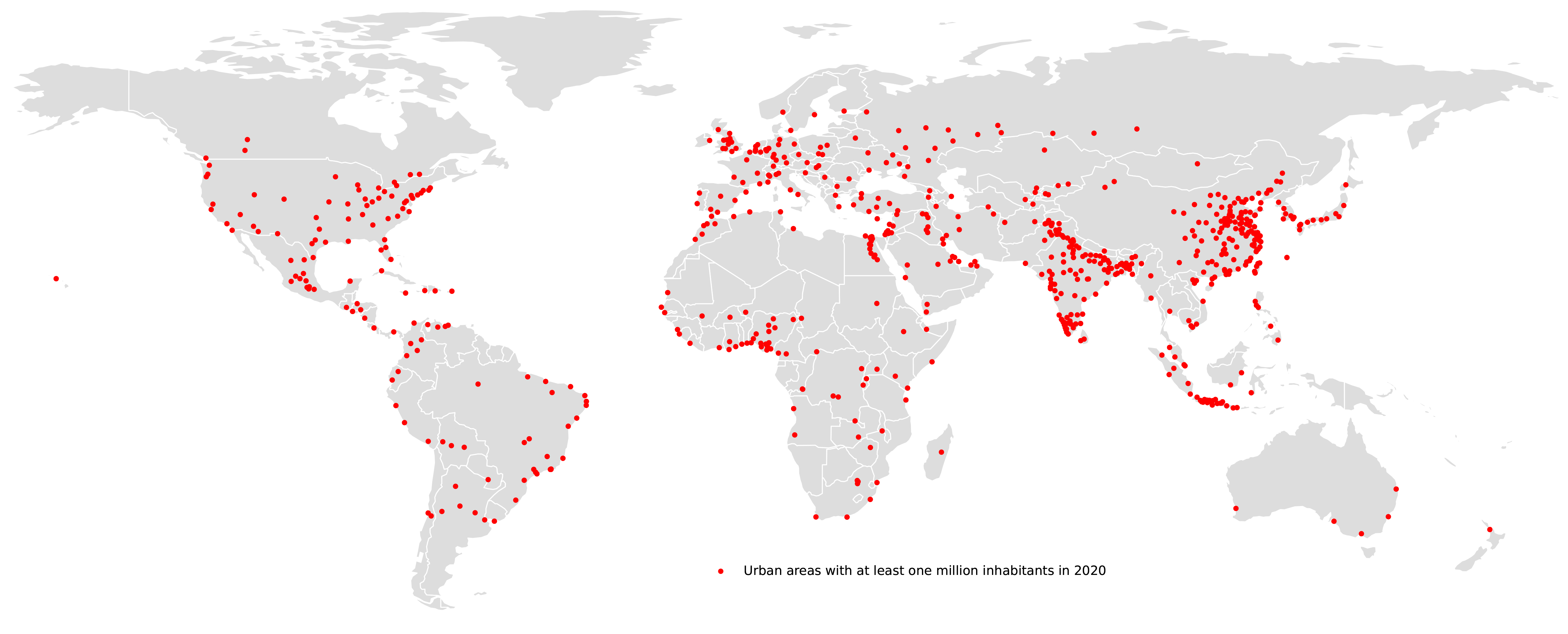
Áreas urbanas com pelo menos um milhão de habitantes em 2020. 3% da população mundial vivia nas cidades em 1800, subindo para 47% no final do século XX.

Em 1800, apenas 3% da população mundial vivia nas cidades. No final do século XX, 47% o fizeram. Em 1950, havia 83 cidades com população superior a um milhão; mas em 2007 isso aumentou para 468 "aglomerações". Se a tendência continuar, a população urbana do mundo dobrará a cada 38 anos. Em 2007, a ONU previu que a população urbana aumentaria para três em cinco ou 60% até 2030 e um aumento na população urbana de 3200 milhões para quase 5000 milhões em 2030. A partir de 2018, 55% vivem em cidades e a ONU prevê que esse número será de 68% até 2050.
% da população mundial que vive nas cidades:
| 1800 | 2000 | 2018 | 2050  |
| 3%   | 47%  | 55%  | * 68% |

O aumento será mais dramático nos continentes mais pobres e menos urbanizados, na Ásia e na África. As projeções indicam que o maior crescimento urbano nos próximos 25 anos será nos países em desenvolvimento. Mil milhões de pessoas, um sétimo da população mundial, ou um terço da população urbana, agora vivem em favelas, vistas como "criadouros" de problemas sociais como desemprego, pobreza, crime, dependência de drogas., alcoolismo e outros males sociais. Em muitos países pobres, as favelas exibem altas taxas de doenças devido a condições insalubres, desnutrição e falta de cuidados básicos de saúde.
Em 2000, havia 18 megacidades  –  conurbações como Tóquio, Pequim, Guangzhou, Seul, Karachi, Cidade do México, Mumbai, São Paulo, Londres e Nova York  –    que têm populações superiores a 10 milhões de habitantes. A Grande Tóquio já possui 38 milhões, mais do que toda a população do Canadá (com 36,7 milhões).
De acordo com a Revisão Econômica do Extremo Oriente, somente a Ásia terá pelo menos 10 'hipercidades' até 2025, ou seja, cidades habitadas por mais de 19 milhões de pessoas, incluindo Jacarta (24,9 milhões de pessoas), Daca (25 milhões), Karachi (26,5). milhões), Xangai (27 milhões) e Mumbai (27 milhões). Lagos cresceu de 300.000 em 1950 para cerca de 15 milhões hoje, e o governo nigeriano estima que a cidade terá expandido para 25 milhões de habitantes até 2015. Especialistas chineses prevêem que as cidades chinesas contenham 800 milhões de pessoas até 2020.

## Soluções propostas e medidas de mitigação
Várias soluções e medidas de mitigação têm o potencial de reduzir a superpopulação. Algumas soluções devem ser aplicadas em nível planetário global (por exemplo, por meio de resoluções da ONU ), enquanto outras em nível de organização de governo de um país ou estado e outras em nível de família ou individual. Algumas das mitigações propostas visam ajudar a implementar novas normas sociais, culturais, comportamentais e políticas para substituir ou modificar significativamente as normas atuais.
Por exemplo, em sociedades como a China, o governo adotou políticas que regulam o número de filhos permitidos a um casal. Outras sociedades implementaram estratégias de marketing social para educar o público sobre os efeitos da superpopulação. "A intervenção pode ser generalizada e realizada a baixo custo. Uma variedade de materiais impressos (folhetos, brochuras, fichas técnicas, adesivos) precisa ser produzida e distribuída por todas as comunidades, como em locais de culto locais, eventos esportivos, mercados de alimentos locais, escolas e parques de estacionamento (táxis / pontos de ônibus) . "
Tais instruções trabalham para introduzir o problema, para que normas sociais novas ou modificadas sejam mais fáceis de implementar. Certas políticas do governo estão tornando mais fácil e socialmente aceitável o uso de métodos de contracepção e aborto. Um exemplo de país cujas leis e normas estão impedindo o esforço global para retardar o crescimento populacional é o Afeganistão. "A aprovação do presidente afegão Hamid Karzai da lei de status pessoal xiita em março de 2009 destruiu efetivamente os direitos e liberdades das mulheres xiitas no Afeganistão. De acordo com essa lei, as mulheres não têm o direito de negar o sexo ao marido, a menos que estejam doentes, e podem receber comida se o fizerem. "
| “                               | Dados os atuais níveis de violência dessa cultura contra os seres humanos e o mundo natural, no entanto, não é possível falar em reduções na população e no consumo que não envolvam violência e privação, não porque as reduções em si necessariamente envolvam violência, mas porque violência e privação tornaram-se o padrão de nossa cultura. | ” |
| — Derrick Jensen, Endgame, 2006 | |   |

Cientistas e tecnólogos, incluindo, por exemplo Huesemann e Ehrlich alertam que a ciência e a tecnologia, como praticadas atualmente, não podem resolver os sérios problemas que a sociedade humana global enfrenta e que é necessária uma mudança cultural-social-política para reorientar a ciência e a tecnologia em uma direção mais socialmente responsável e ambientalmente sustentável.

### Reduzindo a superpopulação

#### Educação e empoderamento
Uma opção é focar na educação sobre superpopulação, planejamento familiar e métodos de controle de natalidade, e disponibilizar dispositivos de controle de natalidade, como preservativos masculinos e femininos, pílulas anticoncepcionais e dispositivos intra - uterinos . Em todo o mundo, quase 40% das gestações não são intencionais (cerca de 80 milhões de gestações não desejadas a cada ano). Estima-se que 350 milhões de mulheres nos países mais pobres do mundo ou não queriam o último filho, não queriam outro filho ou espaçavam a gravidez, mas não têm acesso a informações, meios e serviços acessíveis para determinar o tamanho e o espaçamento das suas famílias. Nos Estados Unidos, em 2001, quase metade das gestações não foram intencionais . No mundo em desenvolvimento, cerca de 514.000 mulheres morrem anualmente de complicações decorrentes de gravidez e aborto, 86 com 86% dessas mortes ocorrendo na região da África Subsaariana e no sul da Ásia. Além disso, 8 milhões de crianças morrem, muitas por desnutrição ou doenças evitáveis, principalmente por falta de acesso a água potável.
Os direitos das mulheres e seus direitos reprodutivos, em particular, são questões consideradas de importância vital no debate.
O Egito anunciou um programa para reduzir sua superpopulação por meio de educação em planejamento familiar e colocação de mulheres na força de trabalho . Foi anunciado em junho de 2008 pelo Ministro da Saúde e População, e o governo reservou 480 milhões de libras egípcias (cerca de US $ 90 milhões) para o programa.
Vários cientistas (incluindo, por exemplo, Paul e Anne Ehrlich e Gretchen Daily ) propuseram que a humanidade deveria trabalhar para estabilizar seus números absolutos, como ponto de partida para iniciar o processo de redução do número total. Eles sugeriram as seguintes soluções e políticas: seguindo uma norma sócio-cultural-comportamental de tamanho familiar em todo o mundo (especialmente o ethos de uma criança por família) e fornecendo contracepção a todos, juntamente com educação adequada sobre seu uso e benefícios (enquanto fornecendo acesso ao aborto legal e seguro como um backup da contracepção), combinado com uma distribuição de recursos significativamente mais eqüitativa em todo o mundo. No livro "Evolução Ciência e Ética no Terceiro Milênio", Robert Cliquet e Dragana Avramov também apontam que o ethos de um (e meio) filho / família é certamente bom e que devemos reduzir a população mundial para que não ultrapasse 1000 a 3000 milhões.
O magnata dos negócios Ted Turner propôs uma norma cultural "voluntária e não imposta" de um filho por família. Uma campanha de " promessa de dois ou menos " é realizada pela Population Matters (uma organização de interesse populacional do Reino Unido), na qual as pessoas são incentivadas a limitar-se ao pequeno tamanho da família.
O planejamento populacional que visa reduzir o tamanho da população ou a taxa de crescimento pode promover ou reforçar uma ou mais das seguintes práticas, embora existam outros métodos também:
- Maior e melhor acesso à contracepção
- Reduzir a mortalidade infantil para que os pais não precisem ter muitos filhos para garantir que pelo menos alguns sobrevivam até a idade adulta.[334]
- Melhorar o status das mulheres, a fim de facilitar o afastamento da divisão sexual tradicional do trabalho.
- Políticas de um filho e dois filhos e outras políticas que restringem ou desencorajam os nascimentos diretamente.
- Planejamento familiar[335]
- Criando pequenos "modelos de família"[335]
- Restrições mais severas à imigração

| “                                           | O único raio de esperança que eu posso ver - e não é muito - é que onde quer que as mulheres sejam controladas por suas vidas, tanto política quanto socialmente, onde instalações médicas lhes permitem lidar com o controle da natalidade e onde seus maridos lhes permitem decisões, a taxa de natalidade cai. As mulheres não querem ter 12 filhos, dos quais nove morrerão. | ” |
| — David Attenborough, The Independent, 2012 | |   |

Os métodos escolhidos podem ser fortemente influenciados pelas crenças culturais e religiosas dos membros da comunidade.

#### Controlar nascimentos

Comparação de crescimento da população em países mais e menos desenvolvidos

A superpopulação pode ser mitigada pelo controle de natalidade; algumas nações, como a República Popular da China, adotam medidas estritas para reduzir as taxas de natalidade. A oposição religiosa e ideológica ao controle de natalidade tem sido citada como um fator que contribui para a superpopulação e a pobreza.
Sanjay Gandhi, filho do falecido primeiro ministro da Índia Indira Gandhi, implementou um programa de esterilização forçada entre 1975 e 1977. Oficialmente, homens com dois filhos ou mais tiveram que se submeter à esterilização, mas havia um foco maior na esterilização de mulheres do que nos homens esterilizados. Alguns jovens solteiros e oponentes políticos também podem ter sido esterilizados. Esse programa ainda é lembrado e criticado na Índia e é culpado por criar uma aversão pública ao planejamento familiar, que dificultou os programas do governo por décadas.
Outra abordagem baseada na escolha é a compensação financeira ou outros benefícios (bens e / ou serviços gratuitos) pelo estado (ou empresas estatais) oferecidos a pessoas que são voluntariamente submetidas à esterilização . Essa compensação foi oferecida no passado pelo governo da Índia.
Em 2014 as Nações Unidas estimaram uma probabilidade de 80% de que a população mundial seja entre 9600 milhões e 12300 milhões até 2100. A maior parte do aumento esperado da população no mundo ocorrerá na África e no sul da Ásia. Espera-se que a população da África suba dos atuais mil milhões para o quádruplo até 2100, e a Ásia poderia adicionar outro milhar de milhões no mesmo período.

### Colonização extraterrestre
Vários cientistas e autores de ficção científica contemplaram que a superpopulação na Terra poderá ser remediada no futuro pelo uso de assentamentos extraterrestres. Na década de 1970, Gerard K. O'Neill sugeriu a construção de habitats espaciais que pudessem suportar 30 000 vezes a capacidade de carga da Terra usando apenas o cinturão de asteroides, e que o Sistema Solar como um todo pudesse sustentar as atuais taxas de crescimento populacional por mil anos. Marshall Savage (1992, 1994) projetou uma população humana de cinco quintilhões (5).   × 10 18 ) em todo o Sistema Solar até 3000, com a maioria no cinturão de asteróides . Freeman Dyson (1999) favorece o cinturão de Kuiper como o futuro lar da humanidade, sugerindo que isso poderia acontecer dentro de alguns séculos. Em Mining the Sky, John S. Lewis sugere que os recursos do sistema solar poderiam suportar 10 quatrilhões (1016 ) de pessoas. Em uma entrevista, Stephen Hawking afirmou que a superpopulação é uma ameaça à existência humana e "nossa única chance de sobrevivência a longo prazo não é permanecer olhando para dentro do planeta Terra, mas se espalhar pelo espaço".
K. Eric Drexler, famoso inventor do conceito futurista de nanotecnologia molecular, sugeriu em Engines of Creation que colonizar o espaço significará quebrar os limites malthusianos de crescimento da espécie humana.
Pode ser possível que outras partes do Sistema Solar sejam habitadas pela humanidade em algum momento no futuro. Geoffrey Landis, do Centro de Pesquisa Glenn da NASA, em particular, apontou que "[no nível das nuvens, Vênus é o planeta do paraíso", pois é possível construir habitats de aerostatos e cidades flutuantes lá facilmente, com base no conceito de que o ar respirável é um gás de elevação na densa atmosfera venusiana . Vênus, como Saturno, Urano e Netuno, nas camadas superiores de suas atmosferas, proporcionaria uma gravitação quase exatamente tão forte quanto a da Terra ( ver colonização de Vênus ).
Muitos autores de ficção científica, incluindo Carl Sagan, Arthur C. Clarke, e Isaac Asimov, argumentaram que enviar qualquer população em excesso para o espaço não é uma solução viável para a superpopulação humana. Segundo Clarke, "a batalha da população deve ser travada ou vencida aqui na Terra". O problema para esses autores não é a falta de recursos no espaço (como mostrado em livros como Mining the Sky ), mas a impraticabilidade física de enviar um grande número de pessoas ao espaço para "resolver" a superpopulação na Terra. No entanto, os cálculos de Gerard K. O'Neill mostram que a Terra poderia descarregar todo o novo crescimento populacional com um setor de serviços de lançamento do mesmo tamanho que o atual setor aéreo.
O conceito StarTram, de James R. Powell (co-inventor do transporte maglev ) e outros, prevê a capacidade de enviar até 4 milhões de pessoas por década para o espaço por instalação. UMA   uma colônia extraterrestre hipotética poderia potencialmente crescer apenas pela reprodução (ou seja, sem imigração), com todos os habitantes descendentes diretos dos colonos originais.

### Urbanização
Apesar do aumento da densidade populacional nas cidades (e do surgimento de megacidades), a ONU Habitat declara em seus relatórios que a urbanização pode ser o melhor compromisso diante do crescimento populacional global. As cidades concentram a atividade humana em áreas limitadas, limitando a amplitude de danos ambientais. Mas essa influência mitigadora só pode ser alcançada se o planejamento urbano for significativamente melhorado e os serviços da cidade forem mantidos adequadamente.
A ideia de que a densificação é de alguma forma uma solução, no entanto, é facilmente criticável, pois ignora que as cidades densamente povoadas exigem extração massiva de recursos e agricultura intensiva fora das cidades para sustentá-las, que também devem ser transportadas para as cidades. Como proponentes da vida urbana densa como solução, podemos ignorar a rede intrínseca de conexões que permite a existência de uma cidade densamente povoada. Os níveis de poluição apenas nas cidades mais densas do mundo podem ser evidenciados pela quantidade de destruição ambiental que as cidades densamente povoadas causam.
Paul Ehrlich apontou em seu livro The Population Bomb (1968) e em The Annhilation of Nature: Human Extinction of Birds and Mammals (2015) que cidades densas criam ambientes severamente tóxicos, principalmente pela poluição das fontes de água. As cidades e sua expansão também são prejudiciais à migração de aves e outras espécies, que enfrentam a ameaça de fome devido à limpeza de seu habitat natural para habitação humana.
Pode ser que a retórica que apóia o aumento da densidade da cidade como um meio de evitar lidar com o problema real da superpopulação no início e, em vez de tratar o aumento da densidade da cidade como um sintoma do problema raiz, tenha sido promovida pela mesmos interesses que lucram com o aumento da população, por exemplo, promotores imobiliários, o sistema bancário, que investe no desenvolvimento imobiliário, na indústria, nos conselhos municipais buscam aumentar sua base tributária e nos governos que buscam crescimento e expansão econômica permanente a qualquer custo, independentemente do impacto pode ter sobre o meio ambiente.

## População mundial

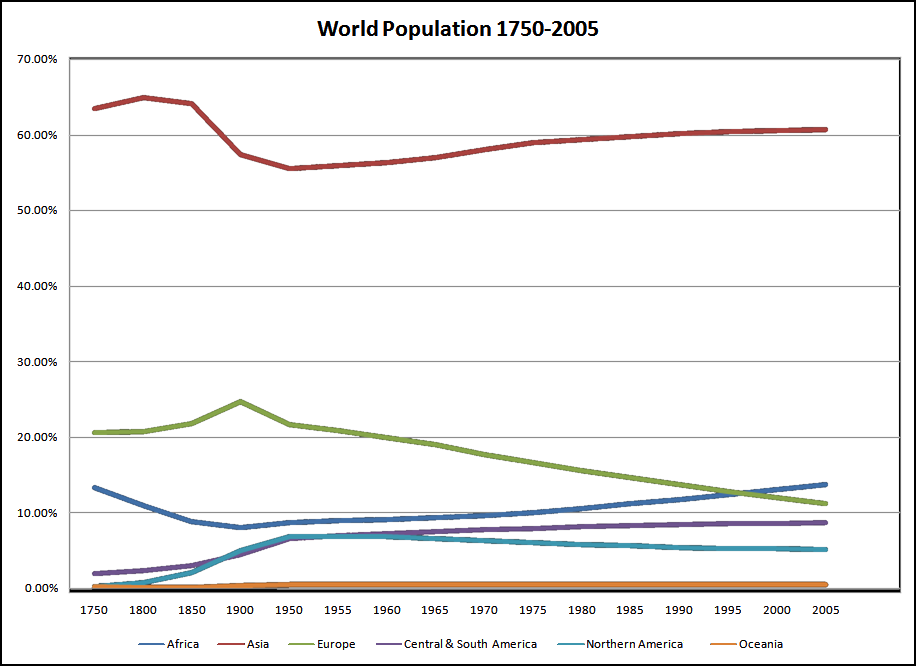
População por região mostrando sua percentagem na população mundial (1750–2005)

A seguir são mostradas estimativas de quando a marca de cada mil milhões (bilhão) de pessoas foi atingida:
| Crescimento da população mundial | Crescimento da população mundial | Crescimento da população mundial                 |
| População                        | Ano                              | Tempo para o próximo milhar de milhões (em anos) |
| -------------------------------- | -------------------------------- | ------------------------------------------------ |
| 1000 milhões                     | 1802                             | 126                                              |
| 2000 milhões                     | 1928                             | 33                                               |
| 3000 milhões                     | 1961                             | 13                                               |
| 4000 milhões                     | 1974                             | 13                                               |
| 5000 milhões                     | 1987                             | 12                                               |
| 6000 milhões                     | 1999                             | 11                                               |
| 7000 milhões                     | 2011                             | 15                                               |
| 8000 milhões*                    | 2026                             | 24                                               |
| 9000 milhões*                    | 2050                             | 20                                               |
| 10000 milhões*                   | 2070                             | 26                                               |
| 11000 milhões*                   | 2096                             | não calculado                                    |

(*) estimativa
Estimativa da população mundial:

## Teoria Malthusiana
Thomas Malthus já havia observado em sua Teoria Populacional Malthusiana que, "A população, quando não controlada, cresce numa progressão geométrica. Os meios  de  subsistência crescem apenas numa progressão aritmética" e desta forma concluiu que não seria possível alimentar toda a superpopulação.[carece de fontes?]

## Galeria de pirâmides populacionais

O Afeganistão mostra uma protuberância clássica da juventude.
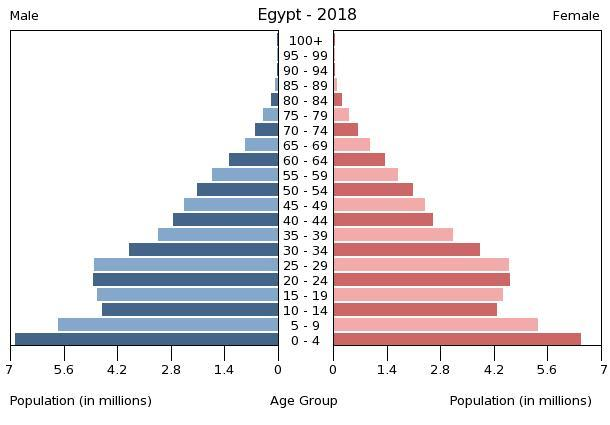
O Egito não tem nada menos que um boom de bebês.
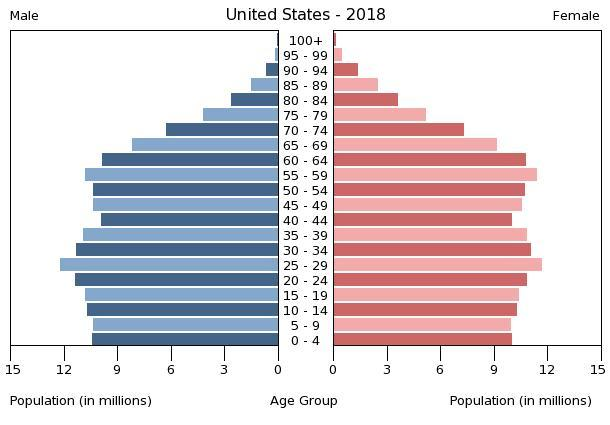
O crescimento da população nos EUA se estabilizou após meados da década de 90.
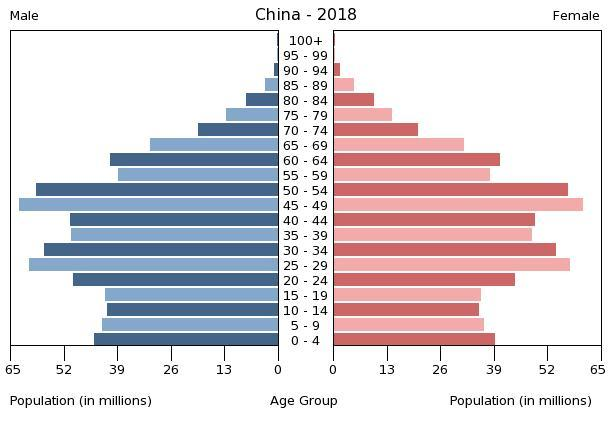
A China teve uma grande quantidade de jovens até a década de 1960, quando se reduziu drasticamente em parte como um efeito da política do filho único .
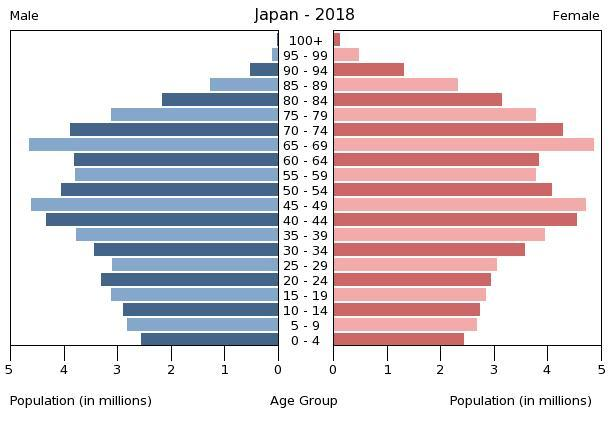
O Japão tem uma população envelhecida.
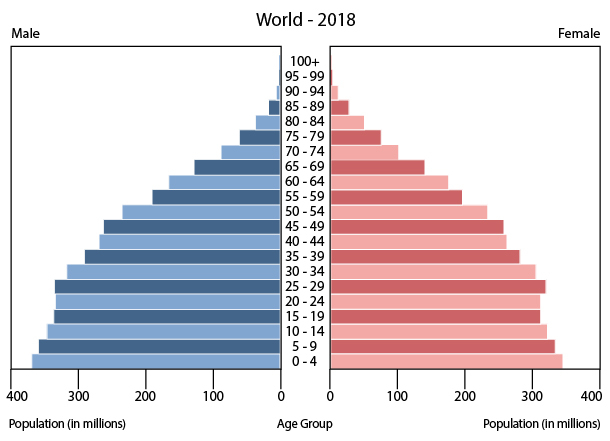
A estrutura etária da população global permanece pesada.